# Jam (自販機本)
『X-magazine Jam』（月刊ジャム）は、かつてエルシー企画内ジャム出版より1979年3月から1980年1月まで刊行されていたオルタナティヴ系の自販機本。今日では伝説の自販機本と呼ばれている。
編集長は高杉弾。創刊号の二大特集は「NO PUNK! NO WAVE!」「山口百恵のゴミ大公開!」。表紙はエロ本の体裁だが内容は雑駁としており、ドラッグ、パンク、臨済禅、オカルト、神秘主義、前衛芸術、ビートニク文学、オルタナティヴ・コミック、カルトムービー、ゴミ漁り、嘘などのテーマが取り扱われた。
末井昭の『ニューセルフ』『ウイークエンドスーパー』『写真時代』（白夜書房）と並ぶサブカル系エロ本の草分け的存在であり、そのゲリラ的な編集スタイルは当時の若者文化や雑誌文化に加え、1980年代以降のエロメディアや1990年代以降のバッドテイストなど国内のサブカル文化に多大なる影響を及ぼした。
本項では『Jam』の前身誌『X-MAGAZINE』と後継誌『HEAVEN』についても解説する。

## メンバー

### 編集部
- 高杉弾（たかすぎ だん、1954年4月23日 - ）

伝説的自販機本『Jam』『HEAVEN』初代編集長。東京都品川区出身。日本大学芸術学部文芸学科中退。現在は定職を持たず「メディアマン」というコンセプトのもと国際的な隠居生活を送りながら編集者、企画家、観光家、ステレオ写真家、臨済禅研究家、蓮の花愛好家として多方面で活躍（していない）。競馬と散歩と昼寝と駄ボラが趣味の粋人。年間のうち3か月を南の島で過ごす。著書に『メディアになりたい』（JICC出版局）ほか著作多数。在籍期間：1978年12月 - 1980年12月
- 近藤十四郎（こんどう じゅうしろう、別名・オム、1954年 - ）

『HEAVEN』2代目編集長。VIPエンタープライズ初代社長。独立教養娯楽講座ペチゼミ主催。岡山県出身。日本大学芸術学部文芸学科卒業。アリス出版／群雄社出版にて『陽炎座』（シネマ・プラセット）豪華版パンフレットなどを編集。映像制作、雑誌編集、印刷物制作、デザイナーのほか、バンド「荒野の水槽楽団」でミュージシャンとしても活動した。在籍期間：1980年4月 - 1981年2月
- 山崎春美（やまざき はるみ、1958年9月2日 - ）

『HEAVEN』3代目編集長。大阪府出身。オルタナティヴ・ロックバンド「ガセネタ」「TACO」リーダー。1982年9月「自殺未遂ライブ」決行。1983年夏「天国注射の昼」主催。日本大学芸術学部文芸学科中退。在籍期間：1979年1月 - 1983年10月
- 隅田川乱一（すみだがわ らんいち／X-BOY、本名・美沢真之助、1951年 - 1998年5月25日）

文筆家・翻訳家・読書家。香川県高松市出身。日本大学芸術学部文芸学科中退。高杉弾編集『X-MAGAZINE』『Jam』『HEAVEN』のブレーンにして思想的中心者。オルタナティヴ・ロックバンド「TACO」を経て、フリーライターとしてFM局でニュース原稿を書いていた。美沢真之助名義の訳書に『スーフィーの物語―ダルヴィーシュの伝承』（イドリース・シャー編著, 平河出版社, 1996年。『HEAVEN』連載時のタイトルは『ダルヴィーシュの物語』）がある。バリ島建築を網羅した百科事典と20世紀初頭にイスラム諸国を旅した冒険家の女性イザベラ・エバーハートの翻訳を進行していたが、1998年5月25日に肺癌で夭折。享年46。没後、各雑誌への寄稿文章をまとめた遺作集『穴が開いちゃったりして』（石風社, 2003年）が刊行された。作詞家の松尾由紀夫は美沢の晩年について「入院中、彼のベッドのもとには、絶えずナースたちが訪れ、人生相談をしていたといいます。そして、亡くなった時は、病院中のナースが泣いたそうです。確かに、村松恒平氏や私の知る隅田川乱一は、そんな挿話にふさわしい人物でした」と語っている。在籍期間：1978年12月 - 1983年10月
- 八木眞一郎（やぎ しんいちろう、別名・ハマリの八木、1949年 - ）

画家、フィルム・メーカー。福岡県出身。日本大学芸術学部文芸学科中退。日芸時代に高杉弾・美沢真之助と知り合い『冗談王』『X-MAGAZINE』『Jam』の編集に参加。失踪癖があり『Jam』編集部から失踪後、武田崇元編集のオカルト雑誌『迷宮』編集部に移籍するが再び失踪した。その後『HEAVEN』を経て群雄社編集員となる。2001年に『あかまつ別冊』（まんだらけ出版）が行ったインタビューでは「『Jam』のことを語るのは、これが最後だ」として美沢真之助との最後の思い出を語っている。在籍期間：1979年
- 佐内順一郎（さない じゅんいちろう、1954年4月23日 - ）

メディアマン。東京都品川区出身。日本大学芸術学部文芸学科中退後『Jam』『HEAVEN』編集発行人を経て、現在はフリーの作文家・高杉弾として活動中。本誌ではヌード写真のディレクションや図版集め、レイアウトや原稿取りなどを担当し、漫画家をやめていた蛭子能収を再デビューさせた。単行本『恋びとたち4 プライベート写真術』（二見書房, 1981年）の刊行を最後に「佐内順一郎」としては完全に文筆業から引退しているとのこと。在籍期間：1978年12月 - 1980年12月
- 岡克己（おか かつみ、1948年 - ）

写真家。岡山県倉敷市出身。『Jam』のグラビアページを担当。月刊誌『おかあさんなぜ?』写真部、エルシー企画専属のヌードカメラマンなどを経て1980年からフリーランス。以後、エディトリアルを中心に活動、現在に至る。ライフワークで「日本の灯台」を撮り続けており、著書に『ニッポン灯台紀行』（世界文化社）がある。ちなみにビニ本業界を描いた伊達一行の小説『沙耶のいる透視図』（1983年に映画化、1986年に公開）に登場する主人公のビニ本カメラマン（演・名高達郎）は岡がモデルであり、同作品に登場するビニ本編集者（演・土屋昌巳）は高杉弾がモデルとされている。
- 金田トメ（かねだ トメ、本名・金田善裕、1955年10月13日 - 2020年1月[13]）

翻訳家。明治大学文学部卒。『HEAVEN』編集部を経て『宝島』などに寄稿するフリーライターとなる。温泉団というブルースバンドの後に、初期のじゃがたらにキーボードで参加していた。後に渡米してライティングと文学を専攻して準学士号取得。『サイバー・レボリューション―パソコン対抗文化の未来』（第三書館, 1995年）などインターネット関係の著書、編著書、共著多数。1997年に上梓した『ネット・ボイス・イン・ザ・シティ』（アスキー出版局）ではアメリカ西海岸シリコンバレーを中心としたインターネット黎明期の先鋭的なカルチャーを取り上げ、コンピューター・カルチャー誌『WIRED』や『モンド2000』の製作者インタビューを敢行するなど当時のパソコン関連書籍の中でも異彩を放っている。在籍期間：1980年
- 山本土壺（やまもと どつぼ、本名・山本勝之、1955年 - 2008年12月6日）

『HEAVEN』編集者。オルタナティヴ・ロックバンド「TACO」元メンバー。京都大学中退。群雄社勤務を経て白夜書房の雑誌を中心にビデオライターとして活動。2008年12月6日、くも膜下出血で逝去。享年53。在籍期間：1980年 - 1981年
- 田中一策（たなか いっさく）

『HEAVEN』編集者。東京大学中退。ニューヨーク放浪、ゲイ雑誌『MLWM』編集部、『HEAVEN』編集部、群雄社勤務、日本初のスカトロ専門誌『スカトピア』（群雄新社）編集長を経てワインのソムリエとして活動した。在籍期間：1980年 - 1981年
- 野々村文宏（ののむら ふみひろ、1961年 - ）

『HEAVEN』副編集長。オルタナティヴ・ロックバンド「TACO」メンバー。愛知県出身。和光大学芸術学科准教授。アスキー出版在籍中に『ポケットモンスター』の生みの親として知られる田尻智を発掘した。中森明夫・田口賢司と並ぶ「新人類」の一人。在籍期間：1982年7月 - 1983年10月
- 香山リカ（かやま りか、1960年7月1日 - ）

『HEAVEN』編集長代理。精神科医。北海道札幌市出身。東京医科大学卒業。立教大学現代心理学部映像身体学科教授。著書に『HEAVEN』編集部時代の精神的傾倒を回想した自伝小説『ポケットは80年代がいっぱい』（バジリコ, 2008年）がある。在籍期間：1982年 - 1983年
- 祖父江慎（そぶえ しん、1959年 - ）

『HEAVEN』編集者。装幀家。愛知県生まれ。多摩美術大学中退後、工作舎勤務を経てフリーランス。祖父江が装幀を担当した吉田戦車の『伝染るんです。』では意図的な乱丁や斜めの裁断など装幀の常識を覆すデザインで注目された。在籍期間：1982年 - 1983年
- 佐山哲郎（さやま てつろう、1948年 - ）

浄土宗僧侶、漫画原作者、官能小説家、詩歌研究家、歌人、俳人、スタジオジブリ製作の長編アニメーション映画『コクリコ坂から』原作者。幻の自販機本『スキャンダル』『X-MAGAZINE』（エルシー企画）『NOISE1999』（アリス出版）初代編集長。エルシー企画・群雄社出版編集局長を経て西念寺住職。東京都台東区根岸出身。東京都立大学人文学部中退。在籍期間：1978年5月? - 1978年12月

### 連載作家・ライター
- 蛭子能収（えびす よしかず、1947年10月21日 - ）

漫画家。長崎県長崎市育ち。『月刊漫画ガロ』1973年8月号掲載の入選作「パチンコ」でデビュー後、数年間の沈黙を経て、高杉弾と山崎春美の依頼により『Jam』4号掲載の「不確実性の家族」で再デビュー。その後、柄本明の依頼で劇団東京乾電池の公演に出演して以降はマルチタレントとして数多くのテレビ番組に出演している。
- 渡辺和博（わたなべ かずひろ、愛称・ナベゾ、1950年2月26日 - 2007年2月6日）

青林堂『月刊漫画ガロ』3代目編集長。漫画家。広島県広島市出身。『ガロ』編集部在籍時に同僚の南伸坊と共に面白ければ漫画という表現に囚われぬ誌面作り（＝面白主義）を打ち出して『ガロ』の傾向を大きく変える。その後、著書『金魂巻』（きんこんかん）で現代の代表的職業31種に属する人々のライフスタイル、服装、行動などを金持ちと貧乏人の両極端に分けて「㊎／ビ⃝」（まるきん まるび）とネーミングし、1984年の第1回新語・流行語大賞の流行語部門・金賞を受賞した。本誌編集長の高杉弾とは親交があり、高杉は「ナベゾとは死ぬまで友達だったよね」と後に語っている。2007年2月6日、肝臓癌で逝去。享年56。
- 佐藤隆史（さとう たかし、1955年 - ）

香川県出身。吉祥寺マイナー店主→ピナコテカレコード主宰。1979年3月30日に解散した山崎春美・大里俊晴・浜野純によるパンクあるいは《驚異のハードロック》バンド「ガセネタ」の2代目ドラマー。なお1979年から1980年にかけて佐藤が主催していた吉祥寺マイナーのコンサート企画「うごめく・気配・きず」「愛欲人民十時劇場」「剰余価値分解工場」は日本地下音楽史において今日に至るまで語り草となっている。本誌には『Jam』6号から『HEAVEN』8号まで吉祥寺マイナーに関する詳細で瑣末な情報を掲載したコラム「マイナー通信」（後に「ディミニッシュ通信」に改題）を連載した。1990年代後半以降は表立った活動が見られず、現在は消息不明となっている。
- 科伏（シナプス、本名・坂口卓也、1955年 - ）

『Jam』『HEAVEN』『宝島』『アマルガム』『ミュージック・マガジン』のライター。大阪府出身。大阪大学医学系研究科神経生理学専攻博士課程修了。倉敷芸術科学大学生命科学部教授。専攻は生理学で音楽知覚の神経生理学的記述において特異。1970年代から現在までアメリカ西海岸の自由音楽共同体「LAFMS」（ロサンゼルス・フリー・ミュージック・ソサエティ）に関連する詳細な著述を発表し続けている。東京在住の園田佐登志と並ぶ日本地下音楽界の生き字引的存在で山崎春美らのロックバンド「ガセネタ」の未発表音源を40年間所蔵した。
- 坂本ナポリ（さかもと ナポリ、本名同じ）

女性。日本大学芸術学部文芸学科在学中に高杉弾や山崎春美と知り合い『Jam』『HEAVEN』に「ナポリの夢日記」を連載する。1980年に音楽事務所に就職して以降は高杉と関係が途絶えたため『HEAVEN』3号を最後に連載は打ち切られた。その後はSPANK HAPPYのマネージャーを経て飲食店を経営する。弟の坂本哲也は角谷美知夫の「腐っていくテレパシーズ」元メンバーで『HEAVEN』にはイラストも寄稿している。
- 鈴木いづみ（すずき いづみ、1949年7月10日 - 1986年2月17日）

小説家。静岡県出身。ブロバリン98錠の過量服用によるオーバードーズで1978年9月9日に急逝したサックス奏者・阿部薫の妻。高杉弾、山崎春美、ロリータ順子をモデルにした小説「ラブ・オブ・スピード」を執筆したことでも知られる（彼らをモデルにした小説は、文遊社から刊行されている『鈴木いづみコレクション3 SF集1 恋のサイケデリック!』に収録）。1986年2月17日に自宅で首吊り自殺。36歳没。
- ロリータ順子（ロリータ じゅんこ、本名・篠崎順子、1962年3月11日 - 1987年7月1日）

『HEAVEN』のライター。オルタナティヴ・ロックバンド「TACO」のボーカリスト。山崎春美とは公私ともにパートナー的存在で、TACOの前身バンド「ガセネタ」解散の直接的な切っ掛けを作ったといわれる。山崎と離別した後、夏風邪をこじらせて自身の持ち歌「嘔吐中枢は世界の源」の通り吐瀉物をのどに詰まらせ1987年7月1日に急逝。享年25。歌手の戸川純とは生前親交があり、大里俊晴七回忌ライブ「SHINDACO～死んだ子の齢だけは数えておかねばならない」（新宿ロフト／2015年11月17日）でTACOの楽曲が演奏された際、ロリータ順子のパートは戸川が歌った。
※この他にも山崎春美が寄稿した関係者リスト「X人名事典」では間章、明石賢生、赤田祐一、赤塚不二夫、阿木譲、浅羽通明、石井宏明、伊藤桂司、稲木紫織、上杉清文、遠藤道子、岡部佳枝、小野田重俊、角谷美知夫、後藤繁雄、桜木徹郎、末井昭、鈴木伊豫、園田佐登志、武邑光裕、天皇、中村直也、ニシャコフスキー、野々村文宏、橋本真人、浜野純、松岡正剛、松本助六、村松恒平、安田邦也、山口百恵らの名前が列挙されている。

### デザイナー
- 大賀匠津（おおが たくみつ）

エルシー企画のグラフィックデザイナー。『Jam』創刊号から10号までの表紙デザインを担当した（特別ゲリラ号を除く）。独立後は一般誌からエロ本、広告まで幅広くデザインを手がけ、大賀が表紙を担当した『ザ・ベストマガジン』では創刊号で大原麗子の顔に水をぶっかけ、その瞬間を表紙にするという斬新なデザインで100万部の金字塔を記録した。現在は各社雑誌のアートディレクターとして活動。在籍期間：1979年
- 羽良多平吉（はらた へいきち、1947年9月28日 - ）

書容設計家、エディトリアルデザイナー、グラフィックデザイナー。女子美術短期大学造形学科デザインコース情報メディア系研究室専攻科元講師。東京都武蔵野市吉祥寺出身。東京芸術大学美術学部工芸科卒業。YMOが1979年にリリースした2ndアルバム『ソリッド・ステイト・サヴァイヴァー』のアートディレクションを担当したのち『Jam』特別ゲリラ号と『HEAVEN』全号のビジュアルデザイン（表紙、裏表紙、表3）を手掛けた。在籍期間：1980年1月 - 1981年3月

## 概要

### 伝説の自販機本
『X-magazine Jam』（以下『Jam』）は日大芸術学部を中退した高杉弾、山崎春美、隅田川乱一、八木眞一郎、佐内順一郎らヒッピー風の若者たち数人によって1979年3月に創刊され、わずか10か月で終刊した自販機本である。
『Jam』は自動販売機を介した特殊な形態で販売されたため、正規の取次ルートに乗って店頭に並ぶ通常の雑誌とは違って内容に制約がなく、独自の編集方針からナンセンスかつアナーキーな常軌を逸した誌面が徹頭徹尾にわたり展開された。その先鋭的な内容から本誌は「伝説の自販機本」と呼ばれるに至っている。
なお本誌は流通上エロ本の体裁を取っているが、実際は表紙とグラビアだけエロで、中身は編集者が「面白い」と判断したことを「冗談」「悪ふざけ」「オナニー&メディテーション」という無意味なコンセプトのもと手当たり次第に詰め込んだ奇怪極まる内容となっており、抜き目的のエロ本としては全く機能していない。また誌面ではドラッグから皇室、臨済禅、神秘主義、前衛芸術、幻想文学、カルトムービー、インディーズ、パンク、オカルト、プロレス、ヘタウマ、パロディ、サイケデリック、ニュー・ウェイヴ、ビートニク、スーフィズム、フリーミュージック までカウンターカルチャーを縦横無尽に取り上げ、知性と諧謔と狂気と冗談と猥雑とポップとアナーキーが入り混じるパンクな誌面を展開し、ポルノグラフィとサブカルチャーが合体した唯一無二の世界観を築き上げた。
特に創刊号では「ドラッグ特集」「東京・関西のパンクシーン」「臨済と普化の対話」「女性器の拡大ポスター」「女体にジャムを塗りたくったヌード」などを取り上げたが、極めつきは当時人気絶頂だった山口百恵の自宅から出た使用済みナプキンほか約40点のゴミを大々的に公開した爆弾企画「芸能人ゴミあさりシリーズ」であった。この企画によって『Jam』は「伝説の自販機エロ本」として神格化された。
ちなみに漫画コーナーでは「ガロ系」「ヘタウマ」「面白主義」を代表する漫画家の渡辺和博（青林堂『ガロ』3代目編集長。1984年発表の著書『金魂巻』において現代の代表的職業31種に属する人々のライフスタイル、服装、行動などを金持ちと貧乏人の両極端に分けて「○金・○ビ」とネーミングして1984年度の第1回流行語大賞を受賞）と、当時漫画家をやめていた蛭子能収（青林堂『ガロ』1973年8月号掲載の入選作「パチンコ」でデビュー後、わずか数年で断筆）を連載陣に起用し、特に蛭子は編集長の高杉弾と山崎春美の依頼により『Jam』で実質的な商業デビューを果たしている。

### 嘘・冗談・悪ふざけ
『Jam』『HEAVEN』の誌面には「架空の本の書評」「架空の企業の広告」「架空のヒットチャート」「架空のインタビュー」「架空のバンド紹介」「架空の学術論文」「なりすましの読者投稿」「嘘の次号予告」など虚実ないまぜに面白おかしく書かれたジョーク、パロディ、ガセネタ、フェイクが多数掲載されており、コンセプトそのものは実際にありそうで実は存在しないガセネタをニュースとして掲載しているウェブサイト『虚構新聞』のスタイルと通ずるものがある。
本誌に掲載された具体的な虚構記事の例としては『X-MAGAZINE』6号の「ヒデヨシ鏡は狂気の今日・カタストロフィ理論に於けるヒデヨシ効果の特異点」や『Jam』7号の「名物爆弾企画『音』で橋を壊せる!!」などの意味不明な学術論文、『HEAVEN』創刊号の白紙のページ、「天才少女ナオへの独占インタビュー」、「早大文化新聞／東北人は全人民の前に土下座せよ」などの冗談企画が挙げられる。

初代編集長の高杉弾はこれら禅的でシュールな虚構記事を誌面で展開した理由について
と解説している。実際、架空の本を書評するというアイデアは、ホルヘ・ルイス・ボルヘスによる『ハーバート・クエインの作品の検討』（1944年）やスタニスワフ・レムによる『完全な真空』（1971年）などに先例が見られるように、決して本誌独自のものではないが、それを雑誌の書評コーナーの体裁を借りて行ったという点では極めて先駆的な事例であった。

なお『HEAVEN』の編集に携わっていた精神科医の香山リカは医大生時代に「嘘の医学記事」を同誌に執筆していたことを後に打ち明けており、これについて香山は著書『ポケットは80年代がいっぱい』の中で
と弁解している。

ちなみに雑誌全体のブレーンであった美沢真之助（隅田川乱一）は『HEAVEN』に寄稿した、奴隷と主人の社会的地位の転倒と馬鹿騒ぎを特徴とする古代ローマの農神祭「サトゥルナリア」にまつわるエッセイで「嘘の持つ役割と可能性」について次のように述べている。

### 日本国内のサブカルチャーへの影響
『Jam』はその破天荒な編集方針と独自性から『ガロ』『遊』『宝島』といった日本を代表する超カルト的サブカルチャー雑誌と並び、後続のサブカル誌・アングラ誌のルーツとして黎明期のサブカルチャー文化に大きな爪痕を遺した。
- 竹熊健太郎は『Quick Japan』（太田出版）や『危ない1号』（データハウス）などのアングラ系サブカルチャー雑誌の源流として『Jam』を挙げており[4]、元『実話ナックルズ』編集長の久田将義も「サブカルの発生はエロ本から。特に高杉弾から始まったのではないか」と指摘している[35]。
- 事実『Jam』『HEAVEN』は「鬼畜系」と呼ばれるサブカルチャーの分野にも多大な影響を与えており、鬼畜系文筆家の草分けである青山正明（データハウス刊『危ない薬』『危ない1号』編著者。うつ病と薬物乱用の悪化に伴い2001年に自殺）は本誌に感銘を受け、1981年4月に『HEAVEN』の廃刊と入れ替わる形で変態ミニコミ誌『突然変異』（突然変異社, 1981年 - 1982年）を創刊[注釈 6][36]。同誌はその斬新かつ過激な内容から椎名誠を巻き込んだ大きな論争に発展して当時のミニコミ界・ロリコン界に一大ムーブメントを巻き起こした。この野心的な編集スタイルは後に青山が編集長を務める超変態世紀末虐待史『サバト』（三和出版, 1985年）や『危ない1号』（データハウス, 1995年 - 1999年）に直接引き継がれていくことになる。

- また、『Jam』のゴミ漁り企画に影響された[37][38]鬼畜系・電波系ライターの村崎百郎（本名：黒田一郎、1961年 - 2010年7月23日）は世紀末に「鬼畜系」と称してゴミ漁りによる人間観察を啓発し、1996年にはデータハウスからゴミ漁り完全マニュアル『鬼畜のススメ 世の中を下品のどん底に叩き堕とせ!! みんなで楽しいゴミ漁り』を上梓するなど鬼畜系のあり方を身をもって体現したトリックスターとなった。なお、山崎春美は村崎の没後に上梓した初単行本『天國のをりものが 山崎春美著作集1976‐2013』（河出書房新社, 2013年）の中で「このゴミ拾いという『文化』はゴミ屋敷とか電波系、鬼畜系を孕みながら遂に、村崎百郎の刺殺事件（2010年7月）に至る。村崎とはロフトプラスワンで会ったことがあるけど、そしてピンと来ないかもしれないけど、実はボクも薄皮一枚の裏表でそのライン上にいる。現代の作家業には編集者的能力が必須である」とコメントしている[39]。
- ちなみに『Jam』以前にもエロ本の体裁をしたサブカルチャー雑誌『ウイークエンドスーパー』（末井昭編集・白夜書房発行。新宿ゴールデン街系の文化人を積極的に起用した伝説のエロ本。1977年創刊・1981年廃刊）が創刊されているが、『Jam』はそれ以上に何でもありのパンクで無軌道な内容であり、これは当時の音楽界と漫画界で隆盛を極めていたパンク＝ニュー・ウェイヴの動きとエロ雑誌界が連動したものだったとする見方もある[29]。実際に『Jam』は創刊号で「TOKYO PUNK SCENE SCRAP／NO PUNK! NO WAVE!」という本格的なパンク特集を行っていた（安田理央は本特集について「日本のパンクシーンの黎明期の貴重な資料となる特集」と評価している）[40]。
- 『磯野家の謎』『バトル・ロワイアル』などのミリオンセラーをプロデュースし、1990年代サブカルシーンの主翼を担ったカルチャー雑誌『Quick Japan』を自費で創刊した[41]赤田祐一（元飛鳥新社/太田出版編集者。現・エディトリアル・デパートメント『Spectator』編集部）は『Jam』終刊直前の1979年12月にエルシー企画を訪問して『Jam』の創刊号を直接購入した経験がある[42][43]。また、赤田は当時の印象について「そのとき『Jam』編集長の高杉弾も編集部にいあわせて、ソファーに寝っころがりながら『GORO』を読んでいた。“筒井康隆の『美藝公』がついに始まったよ。横尾（忠則）さんとの組み合わせはすごいねぇ”と、仲間に喋っていたことを今でもはっきり覚えている」と後に回想している[42]。なお、赤田は自身が編集を務める雑誌（赤田編集時代の『Quick Japan』『あかまつ』『Spectator』など）で『Jam』を深く掘り下げた特集を定期的に企画しているほか、自著『20世紀エディトリアル・オデッセイ』（ばるぼらとの共著, 誠文堂新光社）で紹介した1200点にも上る雑誌の中からベスト3に『ホール・アース・カタログ』『POPEYE』『Jam』の3誌を選んでいる[44]。

このように同誌は廃刊後も、日本のサブカル史やエロ本史において、今日まで語り継がれる伝説的存在となっているが、エロ本という性質上から国立国会図書館などの公共機関での所蔵は皆無に等しく、古書店では幻の雑誌として数万円の高値が付くこともあり、全体を目にすることは極めて困難となっている。
本項では『Jam』の前身誌『X-MAGAZINE』（エルシー企画）と後継誌『HEAVEN』（アリス出版／群雄社出版）についても解説する。

## 歴史（1974年～1983年）

### 前々史『便所虫』～『BEE-BEE』の時代
すべての始まりは1974年に高杉弾が『X-MAGAZINE』『Jam』『HEAVEN』のルーツとなるミニコミ誌『便所虫』（冗談社）を日本大学芸術学部文芸学科内で創刊したことである。
『便所虫』は過激な内容（同級生女子の実名をあげてブス順にランク付けする企画など）から教授や体育会系の学生に疎まれ、配布したそばから勝手に回収され焼却処分されるなど数々の妨害工作、弾圧、襲撃に遭いながら後に『BEE-BEE』と誌名を変更して月刊で25号まで続く。
その後、友人の美沢真之助が『BEE-BEE』25号に隅田川乱一名義でプロレスとオカルトにまつわる原稿「オカルティズムとアフリカン格闘技と昨年度のマット界」を寄稿する。これが決め手となり『BEE-BEE』は月刊誌『本の雑誌』主催の「輝け!第1回全国ウスバカ的無価値的チリガミコーカン的ガリバン誌コピー誌熱血コンテスト」で優勝し、作家デビュー前の椎名誠からも高い評価を得る。
そうした矢先、高杉弾が大学8年間で卒業所要単位を習得できないほどの単位不足と2年分の学費滞納が原因で大学を中退することになり、自然消滅する形で『BEE-BEE』は1977年頃に廃刊した。

### 前史『X-MAGAZINE』
1978年秋、日大芸術学部を中退した高杉弾は好きなことだけをしてフラフラ暮らしていた。ある日の深夜、高杉は武蔵小山駅から自宅に向かって歩いている途中、電柱の下に束になって捨てられていたエロ本群から『スノッブ』という一冊の自販機本を発見する。
高杉はそれに掲載されていた「見開き裁ち落としの接写でパンティストッキングを履いた女性の尻を大胆に写したフェティッシュなヌード写真」と裏表紙の裏面（表3）にあった「もう書店では文化は買えない」 というキャッチコピーに大いなるショックを受ける。居ても立ってもいられなくなった高杉はカメラマンに会って写真の感想を伝えるため、夜が明けるとすぐに編集部に電話してアポイントメントを取り、その日のうちにエルシー企画という出版社を訪れた。
この時、高杉が顔を合わせたカメラマンの武蔵野大門こそエルシー企画社長の明石賢生その人であった。その場で明石は編集局長の“S”こと佐山哲郎と相談して同社の自販機本『スキャンダル』8頁分の原稿を高杉に自由に任せることを思いつく。これに応じた高杉は友人の美沢真之助（＝隅田川乱一。後に『Jam』『HEAVEN』『X-MAGAZINE』編集者）を誘い、誌名を『X-MAGAZINE』と改めた上で「Xランド独立記念版」と題したゲリラ記事を一週間で制作した。この原稿は『スキャンダル 悦楽超特急 X-MAGAZINE』5号（1978年12月発行）に掲載され、これが高杉の実質的な商業デビュー作となった。扉のキャッチコピーには「自動販売機で国家が買えることだってある」と記されている。

なお「もう書店では文化は買えない」というキャッチコピーを考案した佐山哲郎（自販機本『スキャンダル』初代編集長）は竹熊健太郎のインタビューで高杉弾が「Xランド」発表に至るまでの状況と同コピーが生まれた背景を次のように回想している。
この「Xランド」が好評だったことから明石は『X-MAGAZINE』6号の編集を高杉に一冊丸ごと自由に任せることにし、高杉と美沢は雑誌のジャックに成功する。後に高杉は「その8頁が当時エロ本の世界では考えられないような、すっごい『変』だったらしいんだよ。『面白いじゃん、なにこれ？』みたいに。半分はあきれているんだよね（笑）」と回想している。
雑誌の編集にあたって美沢は友人の八木眞一郎（後に『Jam』編集者。1978年2月に日本文華社から創刊され、わずか1号で廃刊した幻のパロディ雑誌『冗談王』編集長。同誌は日本出版史上初めて表1から表4の広告まで全頁すべて冗談という異色の内容で、八木の呼びかけで高杉弾、美沢真之助、近藤十四郎も編集・執筆に参加している）を誘い、大麻取締法への批判やアメリカの薬物事情などエロとは一切関係のないドラッグの特集記事を執筆する。
更には笑いガス実験、男性器の紙工作、変態SF小説、下層サラリーマンのオピニオンエッセイ、実在しない架空の本や『電話帳』の書評などを取り上げ、極めつきは「スターダスト 芸能人探訪!! ゴミあさりシリーズ」と銘打ち、かたせ梨乃宅のゴミ漁りを実行。ドラマ台本や腐ったミカン、使用済みタンポンなどを誌上のグラビアで無断公開する暴露企画を行った。
このように『X-MAGAZINE』は現在では到底考えられないほど過激な企画や読物が目白押しであり、表向きはエロ本だが中身はヌードの露出が極端に乏しく無茶苦茶で過激な企画や読み物が満載という『Jam』のスタイルを創刊前から完全に確立する。これに関して『Jam』ブレーンの一人だった八木眞一郎は「『Jam』はエロを冗談によっていかに無効化するかが、今考えれば、唯一のテーマだったのかもしれない」と後に回想している。
ちなみに漫画家の蛭子能収は連載前の打ち合わせで高杉から「一応表紙はエロな感じに見えるんですけど、中身は自分たちが好きに作ってるんですよ。自分たちはこれを“ゲリラ”だと思ってるんです」と熱烈にアピールされたと回想しており、元々高杉自身「もっと突き抜けて、ほとんど無意味の方向へ行くまで過激なことをやってみたらどうか」という徹底的に意味を排除したダダ的な誌面作りを標榜していた節があったという。

### 自販機本『Jam』創刊
雑誌コードの関係で『X-MAGAZINE』は1979年3月から『Jam』として正式に新創刊。B5版/88頁で定価は300円だった。メインスタッフには日本大学芸術学部文芸学科の中退メンバーが集い、新創刊に際してガセネタの山崎春美が同人として参加する。キャッチコピーは「SEXと革命、両方とりたい君のために!」「オナニー&メディテーション!」「SUPER CONCEPTUAL MAGAZNE」。
元々『Jam』は当時「出せば出すだけ売れる」と言われたほど売り上げが好調だった自販機本の税金対策用に作られた雑誌であり、「どうせ儲かっても税金に持って行かれるのなら無意味で面白い雑誌を作った方が良い」というエルシー企画の方針から全くボツが出なかったという。ちなみに明石賢生社長が出した唯一の制作条件は「カラーページだけはエロにしておけ」だった。
創刊号では「雑誌でパンクをやる。伝統を断ち切る、常識を破壊する、そういう革命を雑誌によって起こす」ために、冒頭の特集から女性器と肛門の拡大ポスターを掲載するなど『X-MAGAZINE』以上にパンクな記事が目立っていたが、特に山口百恵宅から出たゴミ約40点を写真付きで無断公開した爆弾企画「芸能人ゴミあさりシリーズ」が最も有名で、これについて取材に訪れた祥伝社発行の女性誌『微笑』が1979年5月26日号において4頁にわたる批判記事を掲載し『Jam』の存在が一躍世に知れ渡る切っ掛けとなった。

しかし『微笑』の日和見的な取材姿勢や記事内容に嫌悪感を示した高杉弾は『Jam』の巻末に以下の文章を寄稿して雑誌づくりに対する独自の持論を展開した。

### 山口百恵宅のゴミ漁り
山口百恵宅のゴミ漁りは1979年1月下旬から2月上旬にかけて複数回に分けて行われ、その中から選りすぐりのゴミを選んで誌面に掲載している。ちなみに採集されたゴミは申し込んできた読者にプレゼントされたのち、翌1980年に開催された『HEAVEN』創刊記念イベント「天国注射の夜」（1980年6月6日/新宿ACB会館）でオークションにかけられた。なお、誌面に掲載されたゴミは以下の通りである。
- 誕生日ケーキの食べ残し
- セブンスターの吸い殻（母親のもの）
- ダスキンハンディモップのパッケージ
- しおれたカーネーション
- 天津甘栗の皮
- 薬の容器
- 粗品の封筒
- 書き初め
- 毛筆の筆慣らし紙
- ストッキングの包み紙
- 東京放送制作局長から山口百恵に送った祝い状
- 破かれた電波系ファンレター

- 高1の時の生物のテスト67点
- 妹の歴史のテスト28点
- 妹宛のホリプロの封筒
- ファンクラブ宛の封筒
- 明星チャルメラの袋
- 1日のスケジュールを書いたメモ
- 「毎朝5時起床 マラソン1周」と書かれた紙
- 「ワンステージ ワンテスト完全燃焼!!」と書かれた紙[注釈 9]
- グリコセシルチョコレートの箱
- 雪印皮なしウインナーの袋
- 日立電球の容れ物
- 大阪現代詩人会の同人誌『大阪』1978年8・9月合併号
- ワリチョー債券代金計算書
- うなぎ屋のはし袋
- Gパンのポケット
- シャネルNo.5のパッケージ
- 毛皮バーゲン案内状
- 脱ぎ捨てられたパンティストッキング
- タンパックス・タンポン（スーパー）の空箱
- タンポンの使用説明書
- タンポン挿入用筒
- 使用済みナプキン

元々この芸能人ゴミ漁り企画はアメリカ西海岸のアンダーグラウンド・マガジン『WET』 が先行してボブ・ディラン邸のゴミ漁りを行ったのが元になっており、これにヒントを得た美沢真之助（隅田川乱一）が「それを日本でやったらどうなるか」と提案し、編集長の高杉弾が実行に移したという（ただし高杉は『WET』誌を特別意識していた訳でもなかった）。なお美沢はこの企画を立案した理由について「ゴミから始まった雑誌だから、という当然の発想なんですよ」と晩年のインタビューで語っており、ゴミを通じた大衆文化への社会学的アプローチからインドの乞食における秘密売買に至るまでゴミ漁りの持つ多面的な側面についても指摘していた。
ちなみに山口百恵側からのクレームは一切なかったようで、高杉曰く「黙殺したほうが良いと思ったんでしょう。正しい判断だよ」、美沢曰く「まあ、売れてる雑誌じゃなかったし、変にことを荒立てて、他の雑誌に関連記事が載った方がイメージ的に損だと判断したんでしょう。結構、頭いいと思いますよ。百恵のプロダクションの社長は」、佐山曰く「とにかくあの頃の芸能界はいろんなスキャンダルに揺れてたからね。本屋にも置いてない自販機本には手が回らなかったんだろう。なんでも聞くところによると百恵の事務所の社長が『Jam』を見てさ、論外だ！と叫んだきり、絶句したらしいよ。で、それっきり（笑）。訴えるにも値しないってやつじゃないの」とのことである。

### 高杉弾とその周辺
高杉弾の編集技法はコラージュとカットアップ を多用した極めて特殊なもので、誌面からは高杉の個性が色濃く反映されたサイケデリックなレイアウトが全体的に見受けられる。一方で雑誌の構成面においては高杉以外の功績も大きく、特に高杉は雑誌の思想的バックボーンとして美沢真之助（隅田川乱一）の才能を高く評価していた。後に高杉は「真之助がいなかったら『HEAVEN』はともかく『Jam』は出来なかったと思いますね」とも語っている。また臨済禅、グルジェフ、シュタイナーなどの神秘主義やカルトムービー、現代美術などの記事はオカルト雑誌『迷宮』の編集にも携わっていた八木眞一郎が関与している可能性が高い。一方で山崎春美はパンクや音楽関連の記事を中心に担当し、本誌にも執筆していた元ガセネタの大里俊晴や吉祥寺マイナー店主の佐藤隆史は山崎経由での参加とみられている。
ちなみに本誌では海外雑誌の記事を無断で翻訳して勝手に転載するなど完全に著作権を無視した編集方針を取っており、違法な企画や図版の無断転載などを平然と誌面で展開していた。これについて高杉はインタビューで「あんなもの著作権もクソもなくて、どこの雑誌に載ってようと勝手にこっちに載せたって良いと思ってた。実際問題、それにクレームつけるやつなんか一人もいないんだから。自動販売機のエロ本に文句を言ってどうするの？」と当時を振り返っている。
1980年4月にはエルシー企画が自販機本最大手のアリス出版と合併。同時にジャム出版も新編集部「HEAVEN EXPRESS」の発足に伴い発展的解消を遂げ、新雑誌『HEAVEN』創刊の運びとなる。

### 『HEAVEN』新創刊
『Jam』は月刊で全10号と別冊1号（特別ゲリラ号）を刊行したのち1980年1月をもって終刊。同年4月から『HEAVEN』（ヘヴン）と誌名を改め新創刊する。キャッチコピーは「空中楼閣的天眼通」「アンダーグラウンド・インテリ・マガジン」「ハイ・ディメンション・幻覚マガジン」。ちなみに創刊号には吉祥寺マイナーのオムニバスカセットテープが付録で付いており、灰野敬二の不失者の演奏のほか、歌手の小柳ルミ子と作曲家の宮川泰とのSEXテープ（と噂された音源）が収録されている。
『HEAVEN』では『Jam』にあったエロ要素や煽情的なヌードグラビアが完全に排され、サイズはAB版のグラフ誌となる。装丁デザインについてはグラフィックデザイナーの羽良多平吉が担当し『Jam』以上にビジュアルに特化したニュー・ウェーブマガジンへとその姿を変えた。3号からは一般書店でも販売を開始。5号より版元がアリス出版から群雄社出版に移り自動販売機での販売から完全撤退する。
版元移籍の経緯について近藤十四郎の証言では、当時アリス出版は自販機本出版取次大手業者の東京雑誌販売（東雑）の傘下にあり、エロ本ではない『HEAVEN』はわずか3号で配本の取り扱いを拒否されてしまったという。しかし、アリス出版副社長に就任した明石賢生は元々自販機だけでなく書店取次での出版も目論んでいたようで『HEAVEN』が東雑体制を離脱して存続の危機に陥ってからも高田馬場に編集部兼発行所の「HEAVEN EXPRESS」を自費による全額出資で新設し、編集者が自ら書店を回って営業と配本も行う書店直販の体制を取って雑誌を存続させた。ちなみに近藤によれば書店での販売は極めて好調で、紀伊國屋書店では毎号100冊も同誌を入荷してくれたという。
だが、こうした明石の動きに不信感を抱いた東雑の幹部が「明石、お前内部でクーデターでも企てているんじゃないのか」と詰め寄ったことから明石はアリス出版を依願退職し東雑の傘下から同年8月に独立する。これに同調する形でアリス出版内の旧エルシー派および明石派編集陣が一斉に集団退社し、明石を筆頭としたアリス退社組によって新出版社「群雄社出版」が高田馬場で旗揚げされる。
ほどなく『HEAVEN』は世界的なニュー・ウェイヴの波に乗り、最盛期には3万部を発行。海外の二大ニュー・ウェイヴマガジンである『FACADE』（伊）と『THE FACE』（英）からは編集部宛に毎月献本が行われ、『HEAVEN』もその2誌に毎号献本を行っていた。また青林堂、白夜書房、JICC出版局、本の雑誌社、工作舎の雑誌とは相互の誌面に広告を出し合っており、同誌との関係も深かった。
1980年の6月からは『HEAVEN』主催という形で「天国注射の夜」というコンサートが新宿ACB会館で行われる。なお当時の「事件」として、このイベントに乱入してきた江戸アケミがステージ上で自分の額をナイフで切りつけるパフォーマンスを行い、救急車で運ばれるという出来事があった。
また、ラジオ関東からは週1回での番組出演依頼が編集部に届き、同年10月より高杉弾と近藤十四郎の2人がDJを担当した全国ネットのラジオ番組『ウルトラヘヴン放送局』の放送が開始となる。
さらに巷（中央線沿線）では『HEAVEN』の新刊を求める読者が自動販売機の前で発売日に行列を作るという現象も発生するなど、徐々に『HEAVEN』はその人気と知名度を獲得しつつあった。

### 編集長交代劇
順風満帆に見えた『HEAVEN』だったが内部で軋轢が生じ、初代編集長の高杉弾が7号を最後に降板する。ただし、高杉本人の弁によれば降板の理由は編集方針の違いではなく、ギャラの配分を巡っての見解の相違と、単純に高杉自身が雑誌の編集に「飽きたから」であったという（後に高杉は「雑誌なんて10冊ぐらい出せば、やりたいこと全部できるじゃん。あとはもうマンネリになるし」ともコメントしている）。
編集長交代の真相について山崎春美の語るところによれば、『HEAVEN』から参加した山本土壺と田中一策 が高杉の編集姿勢に不満を持ち出し、その突き上げを食らう形で山崎と近藤が編集長降板を高杉に直訴する矢面に立たされてしまったという。これについて山崎は「結局、僕とオム（近藤オム＝近藤十四郎）が首謀者ってことになっちゃったんですよ。後の二人（山本・田中）は何もしていないのに。それで高杉さんに（編集長を降りてくれないかと）言ったら『ああ、そう』みたいな感じで」と当時の編集長交代劇を振り返っている。
高杉の脱退直後には外部で本誌のデザインを手掛けていた羽良多平吉の元に編集部から「ヘンシュウチョウ・コウタイ・スグ・カエ」という電報が届き、これは8号のコピーにそのまま使われることになる。
その後、2代目編集長に近藤十四郎が就任するが、近藤曰く「2代目編集長といいながら、結局は編集雑務だったから。要するに高杉氏が抜けたあと、実質的には春美が編集長なんだよね。ただ、俺の方が“上の方”に通りがよかったから編集長になっただけで。まあホラ、春美はああいう人だから（笑）」と述べており、名目上の編集長に過ぎなかったとしている。
一方、高杉弾は編集長を引退した当時の心境について「そのあと近藤君と春美が何したか、おれは知ったこっちゃないね。未練も何もない。『どうもありがとうございましたー、サワディ・カップ（引用者注：タイ語で「さようなら」の意）』のひと言。それで帰っちゃうよ」とあっけらかんと語っている。しかしながら近藤は「僕と春美が丸々2冊編集をやった号も含めて『Jam』も『HEAVEN』も高杉弾の個人誌だと思います。高杉弾がいなければ『Jam』『HEAVEN』は雑誌というかたちで世の中に存在することはなかったと思いますね」と語っており、高杉の仕事を非常に高く評価する姿勢を見せていた。ただし、近藤はこの評価について「彼を（『HEAVEN』編集長の座から）追い出した側に立ってる自分としては、ちょっと忸怩たるものがあるので、それを含めての評価かもしれないけど…」と言葉を濁している。
また高杉と対立し、途中で編集部を降りた金田トメも後年の回想で高杉弾を高く評価しており、「『Jam』にも『HEAVEN』にも、今の言葉で語れば、テクノ調のクールなイメージが雑誌全体に流れているが、これはすべて高杉弾のセンスだ。ぼくたち編集者やまわりからの影響ではない。高杉さんのオリジナルである」「良くも悪くも、『Jam』と『HEAVEN』は、山口百恵という当時の歌謡曲の大スターを相手にスキャンダラスな行動力を売り物に創りあげてきた高杉弾の雑誌だったのだと思う。いまから思えばバンドのようなもので、売れてきたらモメて解散というようなパターンと同じとも思える」と述懐している。

### 廃刊
高杉弾の脱退によって編集長が近藤十四郎に代わり、近藤はコンテンツ面を考えて山崎春美の企画に大きく負うようになる。だが、それも続かず『HEAVEN』は雑誌としても終わっていく。もとより月刊ペースでの定期刊行が難しくなってきたことに加え、1981年2月に群雄社出版の明石賢生社長が猥褻図画販売の疑いで家宅捜索を受け逮捕されたことが決定打となり、同年3月刊行の9号目で『HEAVEN』は何のお知らせもないまま休刊に追い込まれた。編集途中のまま未刊行に終わった幻の『HEAVEN』10号は「肥満」と「ナチス」のカップリング特集で、同号では既に病床にいた寺山修司が山崎春美の才能に目を付けてインタビューにも応じていたという。お蔵入りとなった幻の10号は後に『ロック・マガジン』内の山崎春美編集の雑誌内雑誌『HEAVEN』や、元『HEAVEN』の山本土壺編集の自動販売機本『フォトジェニカ』（海鳴書房）8号に一部が再録された。
群雄社家宅捜索事件の顛末について近藤十四郎は「会社行ったら、午前中にガサ入れがあって、フジテレビのカメラも来てたっていう。もう明らかなスケープ・ゴート。“最近のビニ本は目にあまる”ってことで見せしめにされたんだね。でもね、ガサ入れでも『ヘヴン』の部屋は警察も素通りなんだよ。ケッ、どうせチンポも立たん本やって感じで（笑）」と後年回想している。
後に明石は「猥褻がなぜ悪い」として裁判闘争を始めたが、当時の東京地裁は一連のビニ本摘発で猥褻裁判のラッシュにあり、裁判では謝っても逆らっても一律で懲役二年、執行猶予三年の量刑が下されていたことから、むやみに裁判を長引かせて量刑がそれ以上重くなったら意味がないとして明石は途中で闘争を退け、自らの非を認める形となった。
しかし、明石は最後の抵抗として裁判の質疑応答の場で「美は乱調にあり、諧調は偽りである」というアナキストの大杉栄の言葉を借りた意見陳述を行い、裁判官を面食らわせたという逸話がある。この意見陳述用の原稿は元エルシー企画・群雄社出版編集局長の佐山哲郎（スタジオジブリ製作の長編アニメーション映画『コクリコ坂から』漫画原作者）が代筆したもので、後に佐山は「明石がさ、あの通る声で朗々と読むじゃない。俺も傍聴席で聞いてて自分の原稿に涙が出ちゃったもんな。どうせ結果は決まってるんだから、なら裁判で遊んじゃえ、っていうか。当時の明石には、そんなところもあったね」と回想している。

### 雑誌内雑誌として再出発
『HEAVEN』突然の廃刊から約1年後、東京の群雄社から離脱した『HEAVEN』は京都のサブカルチャー情報誌『PELICAN CLUB』1982年8月号に4頁の雑誌内雑誌として突如復活し、のちに8頁に増量されて1983年4月まで続く。また、ほぼ同時期に大阪の『ロック・マガジン』45号（1982年7月発行）でも16頁の雑誌内雑誌がスタートする。この雑誌内雑誌は1982年9月発行の47号で打ち切りとなるが、その後『FOOL'S MATE』に移籍して25号（1983年2月発行）から8頁の雑誌内雑誌として本格的に再スタートする。
3代目編集長にはガセネタ／TACOの山崎春美が就任し、当時「新人類」というくくりで注目されていた野々村文宏（のちに和光大学表現学部表現文化学科准教授）を副編集長とした。また山崎は工作舎を通して面識があった精神科医の香山リカ（のちに立教大学現代心理学部映像身体学科教授）を『HEAVEN』でライターデビューさせ、他にも篠崎順子、美沢真之助、祖父江慎、蛭子能収、町田町蔵、鯖沢銀次、成田宗弘、竹田賢一、白石民夫、後飯塚僚らが執筆に参加した。

### 自殺未遂ギグ
1982年9月1日、東京都中野区弥生町のplan-Bで山崎春美が「自殺未遂ギグ」と称して手首などを出刃包丁で切り、救急車で運ばれるショーを行う。この会場でのドクターストップ役は精神科医の香山リカが務めた。伴奏者はTACOの篠田昌已、細川周平、菅波ゆり子 の3人で、血まみれになって痙攣する山崎に全く動じることなく、葬送曲のような重苦しいメロディを最後まで淡々と演奏しきったという。またショーではTACOのボーカリストで山崎とは公私ともにパートナー的存在であったロリータ順子（篠崎順子） が「ハッピーバースデートゥーユー」 を歌いながらパイプ椅子やヒール靴で無抵抗の山崎に殴りかかる一幕もあり、ライブはさながら地獄絵図の様相を呈した。ちなみにギグで山崎が着用していた血染めのTシャツは『宝島』の応募企画で限定1名にプレゼントされている。
なお1990年代になってギグの模様を収めた約1時間にも及ぶビデオテープが奇跡的に現存していることが判明し、1997年頃に映画監督の福居ショウジンが主宰するイベント「東京サロン化計画」の一環で何度か上映されたことがある。ソフト化は2018年現在一切実現していないが、マスターテープ からダビングされたコピーがコレクターの間で密かに流通していたようで、個人所蔵のVHSテープが複数本現存しているのが確認されている。
地下音楽界に自殺未遂ギグが与えた影響として、新宿ロフト創立者の平野悠は「ハードコア・パンクで一番恐怖を感じさせ、最も破壊的だったのは、非常階段でもスターリンでもじゃがたらでもなく、タコの山崎春美と香山リカによる『自殺未遂ギグ』だろう」 と評しているほか、筋肉少女帯の大槻ケンヂは「山崎春美のタコってバンドが、自殺（未遂）ギグというのをやったりとかね。ステージで手首を切っちゃうんだよ! すごいの。YAMAHAの中高生バンド合戦に筋肉少女帯が出たときに、そういうのに影響されたバンドと対バンになったのね。そうしたら、そのバンドのヴォーカルが、手首をステージで切っちゃってね。血だらけになっちゃって。でもね、TPOってもんがあるだろうっていう。『中高生バンド合戦』のステージで、手首切ってもしょうがないでしょって。そのあとみんなで反省会とか開いてた（笑）」と回想している。
ちなみに最前列の観客には当時のいとうせいこうが居た。
自殺未遂ギグの詳細および当事者の証言については『Quick Japan』11号「特集／山崎春美という伝説─“自殺未遂ギグ”の本音」（太田出版, 1996年）や実際の現場に立ち会った香山リカの回想録『ポケットは80年代がいっぱい』（バジリコ, 2008年）、あるいは吉祥寺マイナー周辺を取り上げた『地下音楽への招待』（ロフトブックス, 2016年）第13章の山崎春美ロングインタビュー「わたしはこの本を認めない」などに詳しい。

### 天国注射の昼
1983年夏、日比谷野外音楽堂で『HEAVEN』主催のロックフェスティバル「天国注射の昼」が開催される。このイベントでは当時のオルタナティヴ・ミュージックシーンを風靡した伝説的なロックバンド（TACO、じゃがたら、ヒカシュー、TOMATOS、GAUZE、THE FOOLS、コクシネル、ガガーリン、突然段ボール）やミュージシャンたち（山崎春美、江戸アケミ、町田町蔵、工藤冬里、ロリータ順子、田口トモロヲ、野方攝、あがた森魚、友部正人、篠田昌已、千野秀一、巻上公一ら）が一堂に会した、日本のロック史に残る伝説の音楽イベントとなった。
なお過去には8月21日と9月17日の公演を収録したビデオ『回転禁止の青春シリーズ 天国注射の昼 ライブ・イン・日比谷野音 1983.8.21/9.17』が東映ビデオから発売されていたが、現在は廃盤となっている。

### 終焉
その後、山崎春美は常用していた覚醒剤やLSDなどの違法薬物を体から抜くため精神病院の閉鎖病棟に自主入院し、ほどなくして「家業を継ぐ」として大阪に帰郷した。同時に『HEAVEN』の編集長も勝手に降板し、山崎主宰の不定形即興音楽集団「TACO」も事実上の解散状態となった。
山崎の失踪後、副編集長の野々村文宏、デザイナーの祖父江慎、アシスタントの藤田昌子、医大生の香山リカの4人が編集長不在のなか『HEAVEN』の編集作業にあたることになるが、編集部にしていた渋谷の山崎宅が使えなくなり、やむなく三軒茶屋にあった香山リカの自宅が『HEAVEN』の臨時編集室になる。この頃になると編集者のバイト代はもとより原稿料すらろくに作家に支払えなくなっており、1983年10月発行の『HEAVEN』19号を最後に同誌は自然消滅に近い形で廃刊する。終刊号の頁数はわずか2頁で、X-BOYと山崎春美の対話「KITARUBEKI SONOHINOTAMENI HEAVEN EXPRESS」をもって『HEAVEN』は完結した（この記事は隅田川乱一著『穴が開いちゃったりして』に収録されている）。

### パンクマガジン『Jam』の神話
2017年6月、赤田祐一と青野利光が雑誌『Spectator』（エディトリアル・デパートメント／幻冬舎）39号で「パンクマガジン『Jam』の神話」と題した200頁にも及ぶ特集を組む。同誌では初代編集長の高杉弾、近藤十四郎、八木眞一郎、羽良多平吉、村田惠子（美沢真之助の妻）ら当時の関係者を取材したインタビュー記事が掲載されたほか、神崎夢現、金田トメ、赤田祐一、ばるぼら、小田光雄、山崎春美らが原稿を寄稿。また廃刊から30数余年の歳月を経て『Jam』と『HEAVEN』のアンソロジー本が山崎春美と近藤十四郎の共同編集でアートディレクションに羽良多平吉を招き、ディスクユニオンより2巻に分けて近日刊行予定であることが同誌で告知されていたが、いまだ刊行されていない。
赤田祐一によるインタビューで初代編集長の高杉弾は「『Jam』と『HEAVEN』が自分にとって何かって考えたら、あんまり興味ないね。どっちも一冊も持ってないし、いらないものだよ。だけど真之助（隅田川乱一）の本と『臨済録』は大事なものだよね。ちゃんと持ってるから。仕事机のいつでも開ける場所に」と語った。

## エピソード
- 『Jam』の編集部員は1970年代の若者文化に革新的な影響を与えた編集者の植草甚一と松岡正剛のフォロワーであり[116]、ヒッピームーブメントやロックカルチャーなどアメリカで流行した対抗文化をカタログ風に紹介した初期の『宝島』や各ジャンルを横断的に融合したオブジェマガジン『遊』などに絶大な影響を受けていた（いずれの雑誌も1960年代のアメリカ西海岸のカウンターカルチャーを代表する伝説的雑誌『ホール・アース・カタログ』を源流としている。ちなみに同誌はオルタナティヴな生活様式や環境を志向するヒッピーたちの存在が念頭に置かれており、都会生活からドロップアウトした若者たちがコミューン生活を送るために必要な知識や道具を網羅したカタログとなっている。それゆえに同誌を「インターネットの源流」と見る向きもある。また本誌最終号の裏表紙には早朝の田舎道の写真と共に「Stay hungry. Stay foolish.」〈ずっと無謀で〉[117] という言葉が添えられており、このフレーズをスティーブ・ジョブズが2005年に米スタンフォード大学の卒業式スピーチで引用したことで再評価された）。実際『Jam』編集部には大麻経験のあるヒッピー風の若者たちが多数在籍しており[5][71][118][119][120]、誌面にもアメリカ西海岸のオルタナティヴ文化に由来する1960年代以降の反体制的なカウンターカルチャー（ドラッグ・カルチャー、サイケデリック・ミュージック、ビート・ジェネレーション、シュールレアリズム、モダンアート、オカルティズム、神秘主義、臨済禅、精神世界など）やパンク／ニューウェーブに影響された記事（例えばパンク・ロック、ノー・ウェイヴ、ヘタウマ、フリーミュージックなどの原稿）が度々挿入されている。
- とくに前身誌『X-MAGAZINE』創刊号（第6号）の特集記事では「ドラッグ―大麻取締法はナンセンスだ」と銘打ち、大麻取締法に対する批判、合法ドラッグ（笑気ガス）の製造法、インディアンの呪術師ドンファンに師事したカルロス・カスタネダが幻覚性植物（※チョウセンアサガオ、ペヨーテ、マジックマッシュルームに含まれるシロシビン）を媒介に師の呪術修行を変性意識状態によって追体験する様子を書いた植草甚一推薦のルポルタージュ『ドン・ファンの教え』の批評、ビートニク作家のウィリアム・S・バロウズ『ジャンキー』映画化のニュース、幻覚キノコ映画『マタンゴ』の批評、インドにおける大麻文化、精神病患者への薬物治療などドラッグにまつわる周辺文化が横断的かつ多面的に言及されている。またドラッグ特集を担当した美沢真之助（筆名・隅田川乱一）は「大麻取締法はナンセンスだ」（雑誌『Spectator』39号「パンクマガジン『Jam』の神話」に再録）という記事で「戦前戦中に、大麻を吸った人間がおこした犯罪事件が何件あったか、教えてもらいたいものだ。そんなこと、一件だってなかったんじゃないの? 女や金をめぐって、毎日、殺人事件までおきているっていうのに、それらは野ばなしにしておいて、平和的に、自己の責任内で楽しんでいる人たちを、アメリカからおしつけられた法律で罰するなんて、どう考えても納得できない」「自己にやましい所がある者は、他人の自由をおそれる。できることなら、ありとあらゆる人々が、自分たちがしいたげられた者であるという事実に気ずかず、何時までも盲目で、機械的であることをのぞむ。テレビにらりっている家庭の主婦こそ、彼らの期待する国民像だ」「それから最後に云っておきたいのは、このことは本当は、害があるとか、無いとかいった問題じゃないということだ。あなたは、オマンコが身体にガイがあるとしたら、それをやめちまうかい? マリファナを禁止するやり方は、死に通じている。マリファナは否定すべきなのではなく、こえるべきものなのだ。ボクが、ボクの心の中で見たすばらしいものを、行為を通じて、ここに実現させることこそが重要だ。それ以外のことは、結局どうだっていい」と語り、原著の出版から40年以上が経過した現在もなお全く古びていない「日本の大麻取締法はそもそも何のためにあるのか?」という基本的な問題を提起している[121][122][123][124]。ちなみに90年代サブカル界において「鬼畜系」「悪趣味」「ドラッグ」をトレンドにまで押し上げた鬼畜系ムック『危ない1号』初代編集長の青山正明は高杉弾らが作り上げた自販機本文化や白夜書房系のエロ本文化の精神性を引き継いでおり、1995年刊行の『危ない1号』創刊号でも『X-MAGAZINE』と同じく特集テーマに「ドラッグ」を選んでいる。
- 『Jam』2号には「大麻取締法は憲法違反である」として法廷闘争を展開していた大麻解禁運動家の芥川耿インタビュー「神道には大麻の神様がいたという話」が掲載されている。この時、反権力同士ということで芥川と意気投合したエルシー企画の明石賢生社長は、その後も無記名で芥川の大麻解禁運動機関紙『毎麻新聞』の発行を代理で行っていたことがある[125]。
- 町田町蔵（現・町田康）の伝説的なパンク・ロックバンド「INU」は元々バンド名が決まっていなかったが『Jam』創刊号のパンク特集で町田のバンドを紹介するにあたり「イヌ」「ネコ」「カス」「ゴミ」の中から適当にバンド名を決めたという（ちなみに「INU」というバンド名は町田が犬好きであることに由来する）[126]。ちなみに町田はこの時の手紙のやり取りを通じて本誌のコンセプターである美沢真之助と知り合い、以後交友を結んだ。また町田は美沢を「自分の師です」と仰ぐほど、美沢の人柄と才能に惚れ込んでいた[127]。
- 美沢真之助は他の編集部員と違って実務や営業に直接関与しなかったが、ライター&コンセプターとして雑誌の思想的中核を担った[68][注釈 21]。美沢の文章力と博識ぶりには編集部員全員が一目置いていたようで、後に近藤十四郎は「美沢さんの文章は正直、凄いと思ったよ。だから高杉さんにしてみれば、美沢さんに発表の場を与えるという一面もあったんじゃないかな。『Jam』に関してもそんな感じがしたね」と回想しており[128]、創刊メンバーの八木眞一郎に至っては「自分の仲間を褒めるのも変だけど、真之助の文章力は日本文学のレベルを超えていた」と非常に高く評価していた[129]。なお『HEAVEN』3代目編集長の山崎春美は美沢真之助について「ただ唯一無二の人である。『Jam』『HEAVEN』はもちろんだが、そして“TACO”初期からの背骨（バックボーン）[注釈 22] であり、すべての鍵を『握っていた』のではなく、まさしく鍵穴そのものを『射抜いて』しまっていた。それにしても若死にだけど、現代はとうてい美沢さんが生きるには値しないからではないのか」とコメントしている[130]。
- 『Jam』創刊号で国内のパンクバンド特集を行った際、編集部員がバンド名を誤植してしまいシールで数百冊分も修正する羽目になったという[131]。
- 『HEAVEN』創刊号には何も印刷していない両面白紙のページがある。これは『HEAVEN』2代目編集長の近藤十四郎によるアイデアで「今までの出版史上、誰もやらなかったことをやろうぜ、って冗談でやった」と語っている[132]。この白紙ページは竹熊健太郎らによる自販機本の歴史を追った『Quick Japan』の連載「天国桟敷の人々」内でも再現され[133]、読者や書店から「乱丁本ではないか」と問い合わせが来たという逸話がある[134]。
- 栗本薫は『小説現代』1980年1月号に高杉弾をモデルにした小説「イミテーション・ゴールド」を発表しており[46]、自販機本業界の片隅に足を踏み入れたN大芸術学部の青年が新雑誌の創刊号で目玉記事をでっちあげるため、国民的アイドル「山内桃枝」の自宅からゴミ箱を盗み出そうと奮闘する様子が業界での人間模様も交えて克明に描かれている[135]。

また鈴木いづみ（1978年にブロバリン98錠の過量服用によるオーバードーズで他界した伝説的なサックス奏者・阿部薫の妻で、これまた1986年に自殺した伝説的な小説家）も高杉弾と山崎春美をモデルとした小説「ラブ・オブ・スピード」を執筆したことがある。しかし、この作品中には高杉弾とロリータ順子（＝篠崎順子。TACOのボーカリスト。山崎春美のパートナー的存在。1987年7月に吐瀉物をのどに詰まらせて急逝。享年25）とみられる人物に対する辛辣な表現が多数含まれていた。これについて山崎は「鈴木いづみは何かを言い残して死んだ。何かは知らないけど」「美沢さんから『鈴木いづみが書いてるぞ』って電話かかってきて、ウワッとか思って読んだら、まず思ったことは、ホッとしたの。自分がけなされてなかったから。ところが次に篠崎さんが、めちゃくちゃ書かれているもんで、さあどうしようって考えたのね。『HEAVEN』のこともいろいろ書いてるんだけど。で、まあ、それを含めて『HEAVEN』、群雄社自体がそういう（彼女の興味を引く）『磁場』を持っていたっていう言い方でいいのかな。だとしたら、あったと思うよ」「あれ、群雄社とか『HEAVEN』とかそのへんのことをすごくないがしろに書いている感じがするんだけど、僕が知っている事実関係を照らし合わせると、絶対そうじゃないのにね。その、すごい、僕は彼女がショックを覚えたんだと思うよ」と後に語っている。
なお、前者の小説は角川文庫（のちハルキ文庫）から刊行された『天国への階段』に、後者の小説は文遊社から刊行された『鈴木いづみコレクション3 SF集1 恋のサイケデリック!』にそれぞれ収録されている。
- 当時エルシー企画（のちにアリス出版）に在籍していた元ヒッピーのブックデザイナー神崎夢現（竹熊健太郎著『私とハルマゲドン』に登場する編集者X）によれば『Jam』の定期購読者のリストには、高杉弾が無償で勝手に毎月郵送していたものも含まれており、その中には糸井重里や細野晴臣など後に著名となる文化人も多く含まれていたという[43]。またタレントとして後に活動する漫画家の蛭子能収（デビューは『ガロ』1973年8月号掲載の入選作「パチンコ」）は無名時代に『Jam』『HEAVEN』で隔月の連載を持っており、この時期に『不確実性の家族』『知識人のレポート』『地獄に堕ちた教師ども』などの代表作を立て続けに発表している。ちなみに当時の蛭子はダスキンに勤務しており、編集部に制服のまま訪れた際、神崎に宅配業者と間違えられ、社判を出されてしまったというエピソードがある[43]。
- 元・鬼畜系漫画家の山野一（ねこぢるy）は高校時代に自動販売機で購入した『Jam』4号（1979年6月号）において蛭子能収の再デビュー作『不確実性の家族』に偶然遭遇し、この作品で特殊漫画（ガロ系）に感化され、青林堂でデビューするきっかけを作ったという[137][138][139]。なお山野は『ガロ』1983年12月号に掲載した『ハピネス・イン・ビニール』というビニ本を題材にした近未来SF漫画でデビューしており、山野の妻も『ガロ』1990年6月号掲載の『ねこぢるうどん』で漫画家デビューしている（自殺により1998年に急逝）。
- 手塚能理子（元・青林堂『ガロ』副編集長/現・青林工藝舎『アックス』編集長）は上京直後『Jam』に触れており、「東京にはこんな雑誌があるんだって。尖っていてサブカル色が強くて。裸とかエロも載ってたけれど、なんか凄かった。自分にとって『Jam』とか『HEAVEN』は『東京』『最先端』というイメージでした」と当時の印象を語っている[30]。なお高杉弾は手塚編集時代の『ガロ』『アックス』に連載を持っていたことがあり、手塚とも1979年から40年来の知己がある[30]。
- 1979年8月12日に新宿歌舞伎町の喫茶店「マジソン」で高杉弾がエルシー企画のカメラマンと打ち合わせをしている際、横に置いてあった手さげの紙袋が盗難に遭った[1]。中には『Jam』7号の原稿とレイアウト、カメラ、時計、ダイヤモンドの指輪、現金40万円のほか、マリファナ7キロ、ヘロイン2キロ、ピストル2挺、ダイナマイト6本が入っており、中身が中身だけに結局警察には届けなかったという[1]。ただし、このエピソードが事実であるという確証はない。
- 『Jam』『HEAVEN』には蛭子能収、渡辺和博、湯村輝彦、鈴木翁二、奥平衣良、杉浦茂らガロ系の個性的な漫画家が多数寄稿しているが、山崎春美によれば他に花輪和一、安部慎一、菅野修、徳南晴一郎、清水おさむといったカルト漫画家も狙っていたようで、未刊行に終わった幻の『HEAVEN』10号には“某巨匠”による作品も上がっていたというが結局出版されず、後に赤田祐一が他の転載先を斡旋したという顚末がある[140]。
- 漫画家・イラストレーターの奥平衣良（現・奥平イラ）は一度だけ『HEAVEN』に漫画原稿を寄稿しているが、奥平の原稿にはバンドエイドが貼られていた上、本物の釘が刺してあった[141]。その後、入稿するにあたって製版屋から「この釘、抜いていいですか?」という内容の電話が寄せられたというが、山崎春美は「いいわけないだろ、作家さんが刺して来たんだ、パンクや前衛でもって知られる雑誌がそれしきのことで動揺してたら面子丸潰れだ」と断固拒否し、そのまま原稿を押し通したという[141]。なお、この原稿は製版時に反射防止板を取り外して撮影された為、印刷された誌面にはうっすらと影のようなものが見える[141]。
- TACOの元メンバーで『HEAVEN』編集者の山本土壺（＝山本勝之）は本誌参加以前、京都大学を中退した末に自殺を考え青函連絡船に乗っていたところ偶然船内に『Jam』が転がっており、その内容に衝撃を受けた山本は自殺を思い留まり、そのまま上京して版元のエルシー企画に入社してしまったという逸話がある[注釈 23][142][143]。ちなみに山本と同じく『HEAVEN』編集者で群雄社時代の同僚だった田中一策も東京大学に現役合格後、一週間で飽きて中退したことから山本と共に「東大中退・京大中退」という漫才コンビのような綽名で呼ばれていたという[142]。
- 『Jam』『HEAVEN』のカバーデザインに関しては羽良多平吉が手がけた『HEAVEN』の評価がずば抜けて高いが、アダルトメディア研究家の安田理央は大賀匠津がデザインした『Jam』の表紙についても「それまでの鈍臭いエロ本とは違っていて、どこかアメリカのパルプ雑誌を連想させるバタ臭さを醸し出している」と高く評価している[29]。
- BSスカパー!のテレビ番組『ダラケ! 〜お金を払ってでも見たいクイズ〜』2018年4月12日放送の特集「エロ本コレクター」では「伝説のエロ本」として『Jam』創刊号の「芸能人ゴミあさりシリーズ」の誌面が紹介されている（ただし、使用済みナプキンなど一部のゴミと山口百恵の名前にはモザイク処理が施されており、人物が特定できないよう配慮がなされている）。またAbemaTVで2018年10月1日に放送された『スピードワゴンの月曜The NIGHT』でも安田理央の紹介で再度同じ内容が取り上げられ、創刊号のゴミ漁り記事を見たスピードワゴンは「これは訴訟問題でしょ!? 昭和では普通だったんですか!?」と動揺し、これに対して安田は「昭和でも問題でした」と即答している[144]。
- 『遊』編集長の松岡正剛は『Jam』の前身誌『X-MAGAZINE』を読んで「わかった。この雑誌はパンクをやろうとしているんだ。でも、日本でパンクをやるのは難しいよ」「こういう雑誌までがしっかりやられだしたら工作舎が困りますよ」という感想を漏らしていたという（『Jam』創刊号「THE X-BOY'S EXPRESS NO.3」より）[145]。これについて赤田祐一は「『Jam』は、おそらく言葉の正確な意味での『エロ雑誌』ではない。当時、松岡正剛も語っていたように『Jam』はパンク・マガジンなのであり、自販機エロ雑誌が生み出した、鬼っ子なのだ」と語っている[42]。ちなみに編集部員の山崎春美は、かつて松岡が主宰していた「遊塾」の元塾生であり、松岡とは旧知の間柄である[146]。
- 幻の名盤解放同盟の湯浅学は『Jam』をパンク。『HEAVEN』をニュー・ウェイヴと分類している[147]。
- 1980年に創刊された小学館の雑誌『写楽』創刊号で北山耕平は「70年代後半のTOKYOの若い世代の間で、今後われわれの文化生活に多かれすくなかれ、直接・間接に影響を与えるであろう重要な革命が起こったことを、知っているひとはまだすくない」というキャプションと共に『Jam』を見開きで取り上げている[147]。
- 編集後記は誰が書いても良い方針で『Jam』3号の編集後記は『ニューセルフ』『ウイークエンドスーパー』『写真時代』を立ち上げた伝説の編集長にして元白夜書房編集局長の末井昭（柄本佑主演で2018年に映画化された『素敵なダイナマイトスキャンダル』著者）が書いている[1][148]。
- 山崎春美が1982年9月に中野plan-Bで決行した「自殺未遂ギグ」には最前列の観客としてタレントのいとうせいこうが現場に立ち会っていた。後にいとうは中島らもとの対談本『舌先の格闘技 必殺へらず口大研究』で「ずいぶんイヤなものを見てしまった感じがしました。途中で止めるようなものを見せるのは醜悪だ。死にたかったら一人で死ねばいいし、見せたかったら往来でやればいい。なにか、すごく内輪のものを見せられた感じで、僕は新調のアロハが汚れるのだけを心配しながら、一番前で見てましたね。みんな、ほめるんだけど、僕はうなずけない。自殺のこととか、皆思ってるんだろうけど、それでも生きてる奴の方がカッコいいもの」と語り[149]、結果として「時間の無駄」という評価を下している[150]。なお、いとうと山崎は2014年8月に新宿LOFTで行われたトークイベント「山崎春美のこむらがえる夜」の第四夜にて実に32年ぶりの再会を果たしている[151][152]。
- 赤田祐一は『Jam』について「僕としては、アート・マガジン寄りの『HEAVEN』よりも『Jam』の攻撃性の方が圧倒的に面白く、今読み返してもその確信はつのるばかりだ。こんな気が狂ったような雑誌、世界中をさがしても、そうそう見つからないだろう」と語っており[42]、赤田の共同作業者でライターのばるぼらは「ひと言で済ませるなら『革命』の雑誌」[72]「読者に対するサービス精神とか、スポンサーに対する色目とか、何がウケて何が売れるかとか、一切を考慮せずに好き勝手に作られた雑誌」[72]「それまでの出版の歴史が積みあげてきたルールなんて知らないし、守る気もない。とにかく自分たちが面白いと信じていることを載せたいという熱量と勢いが渦巻いている雑誌」[153]と『Jam』を評している。

## 特集一覧
一部の内容は高杉弾著『メディアになりたい』（JICC出版局）、隅田川乱一著『穴が開いちゃったりして』（石風社）、山崎春美著『天國のをりものが』（河出書房新社）に収録されたほか、雑誌『スペクテイター』39号「パンクマガジン『Jam』の神話」に再録された。

### X-MAGAZINE
『X-MAGAZINE』は大学中退後ぶらぶらしていた高杉弾がゴミ捨て場にまとめて捨ててあった自販機本を拾い、そこに掲載されていた一枚のパンスト写真に妙なフェティッシュさを感じて、撮影者であるエルシー企画社長の明石賢生に会いに行ったことから始まった。その場で高杉は同社発行の自販機本『スキャンダル』8ページの穴埋め記事を編集局長の佐山哲郎に任され、わずか一週間で旧友の隅田川乱一と雑誌内雑誌「Xランド独立記念版」を共作、次号一冊をまるごと担当した。その後『X-MAGAZINE』は『Jam』に改題し、山口百恵宅のゴミ漁り記事で一躍注目を集めることになる。
Xランド独立記念版（1978年12月/エルシー企画）
高杉弾＋隅田川乱一編
自動販売機で国家が買えることだってある。
独立宣言
X-LAND STATION
Xインタビュー
MONTHLY HIT-CHART 志なき者はされ! 切なきかなベスト10（※架空のヒットチャート）
X-ROCK LAND
隅田川乱一「自動記述式トリップ小説 みんなで見る夢」（※初出は高杉弾の個人誌『BEE-BEE』25号＝最終号。隅田川乱一著『穴が開いちゃったりして』に収録）
Xボーイ通信1「ボクはXボーイ」（隅田川乱一著『穴が開いちゃったりして』に収録）
独立にあたって──Xランド・国民募集
X-MAGAZINE Vol.5（1978年12月/エルシー企画）
佐山哲郎編
あんちゃん、きれいな女だらぁいっぱいいるでねえの おめら、ばかだな、あれ自販器のトップ、エルシーのモデルだで
特集／少女論─この子が脱ぐと言ったとき、まさかと思ったぜ
強姦競技・全国高校選手権
試験に出る性単語
接写!! はじめて脱いだ少女ピンアップ
陰唇について考える
SF小説 マン光線の秘密
おピンク小僧ピンピン映画立見室
イメージ写真館 陰唇
Sexy Influenza このもの凄い性の流行性感冒
毒薬の研究
次号予告 ついに発刊される恐怖と戦慄と禁断の雑誌 その日、日本（＝東アジア弧状列島）は震撼する!! 決してひとりでは読まないでください
もう書店では文化は買えない 自販器はそんな時代のナウな奴 ストリートガイの情報基地だ すとりいとじゃあなりずむを売る会社 エルシー企画（photo by Shohei Daimon）
X-MAGAZINE Vol.6（1979年1月号/エルシー企画）
自販機本『スキャンダル』の1コーナーだった「X-LAND」がついに本誌の“乗っ取り”に成功。“キンキーでオカルトでラリパッパ”な雑誌としてリニューアルされた。『X-MAGAZINE』はこれ一冊で使命を終え『Jam』へと生まれ変わる。
スキャンダル・悦楽超特急はこの号をもってXマガジンに乗っ取られることを感謝と歓びと悼みをこめて報告したいと考えます。
特集：ドラッグ──大麻取締法はナンセンスだ
煙のむこうに君の顔が見えるよ。おれたちはマリファナを解放しろなんて言わない。ただ真実が解放されるべきだ。
1.植草甚一おじさんが推薦している本。カルロス・カスタネーダ著『ドンファンの教え』
2.インドのおぼうさんは、みんなラリ公だという話。
3.デパートで大麻の種を売ってるゾ。
4.ボクはもうこの映画を待ちきれない。
5.『マタンゴ』は幻覚キノコ映画だ。
6.精神病院は気ちがいを作る場所だ。
7.歯を抜くのに新しい時代が来た。──N2Oストーリー
（隅田川乱一著『穴が開いちゃったりして』に収録）
SONGS HEROIN ドラッグソング訳詞（山崎春美著『天國のをりものが』に収録）
ドキュメント!! 実験笑いガス 合法ドラッグN2Oを自宅で作ってみました
独裁者たちによって切断されたパティ・スミス
味之本真一「サラリーマンの解放と正常な文体について」（高杉弾著『メディアになりたい』に収録）
THE X-BOY'S EXPRESS NO.2 新宿に出かけた（隅田川乱一著『穴が開いちゃったりして』に収録）
Xインタビュー第2回 有線放送の巻
X-LAND 名誉市民
稲垣足穂／グルジェフ／アン・ルイス／ルー・リード／レニー・ブルース／マルセル・デュシャン／マーク・ボラン／ウィリアム・バロウズ／ヨーコ&ジョン／ポール・ディラック／デヴィッド・ボウイ／アレン・ギンズバーグ／ブライアン・ジョーンズ／マイク・ハンツ／筒井康隆／臨済／植草甚一／カズヒロ君／カート・ヴォネガットJr.／サルバドール・ダリ／デボラ・ハリー／ヘンリー・ミラー
くたばれ!!非国民／以下の者、地上より永久に追放す!／丸谷才一、黛敏郎、小森和子、角川春樹（山崎春美著『天國のをりものが』に丸谷才一評のみ収録）
X-BOOK LAND
上杉清文著『上杉清文戯曲集』アマルガム出版
寄野路造著『寄り道の美学』寄道新聞社刊
ヘルマン・ヘルムホルツ著『The Religious ritual and Grapple of YORUBARE』
『電話帳』日本電信電話公社・東京電気通信局発行
（隅田川乱一著『穴が開いちゃったりして』に収録）
こちらX-LAND 全国民にメッセージ
Come on in.Cook（※男性器の立体工作付録。本号で唯一の下ネタ。組み立てると玉袋の部分が筆入れになる）
消滅点 透視画法からこぼれる千の韻律（写真・よこやまこうじ）
やぎ・しんいちろう：エキセントリック・マンズ・ワールド「ヒデヨシ鏡は狂気の今日・カタストロフィ理論に於けるヒデヨシ効果の特異点」（八木眞一郎による意味不明な学術論文。『Jam』名物の意味不明の図形と数式による解説が早くも登場）
高杉弾の爆笑不可解変態SF小説「おまんこ頭の狂詩曲──ファッキング・ヘッド・ラプソディー」
スターダスト 芸能人探訪!! ゴミあさりシリーズ 第1回 かたせ梨乃の巻
佐藤重臣インタビュー「アンガー☆MAGICK☆クロウリー」（聞き手・構成／美沢真之助＋八木真一郎）（※カルトムービーの評論家として名高い佐藤重臣がケネス・アンガーの映像世界とオカルトの関係について解説）
特別講義 人間性と表現 美しいARTの父 ニシャコフスキー
アピストグラマ・ラミレズァイの雌「婚姻色期」
セーラー服のメモリー
もう書店では文化は買えない

### X-magazine Jam
Vol.1「SEXと革命、両方とりたい君のために!」（1979年3月号/ジャム出版）
「山口百恵宅のゴミ漁り」で伝説化した自動販売機発のパンク・マガジン創刊号。この号では「東京パンク・シーン」「関西パンクをもっと!」と題してガセネタ、不失者、AUNT SALLY、ULTRA BIDE、INUなどの先鋭的なパンク・バンドも紹介されている。
爆弾企画：山口百恵のゴミ大公開!
特集：NO PUNK! NO WAVE!
邪夢 ジャムの日の夢
Take A trip──fly（※宮武外骨が発行していた『滑稽新聞』102号〔明治38年〕掲載「現今女学生の遊戯」より図版を引用）
How much is your jam worth?
薬物のすすめ LSD
TODAY'S ARMY WANTS TO JOIN YOU??!!!
Revolution Copulation
Celebration life Celebrate death
SHICK JOKE
X-LAND STATION
対話・臨済と普化（※『臨済録』より引用。隅田川乱一著『穴が開いちゃったりして』に収録）
アンダーグラウンド・通信
対話・臨済と普化（隅田川乱一著『穴が開いちゃったりして』に収録）
THE X-BOY'S EXPRESS NO.3 東西結婚の光と闇（※X-BOYこと隅田川乱一による無署名原稿。『Xランド独立記念版』『X-MAGAZINE』から引き継がれた連載のため『Jam』創刊号の時点で通算3回目となっている。『Jam』終刊後も連載は続き、雑誌内雑誌『HEAVEN』19号＝最終号まで全30回にわたり連載された。同連載は乱一の没後に石風社から刊行された単行本『穴が開いちゃったりして』に収録されている）
MMM KKK──! PUN - 幻想画家の山田維史によるブラックユーモア風漫画
X-LAND 推薦図書『BE HERE NOW』ババ・ラム・ダス＋ラマ・ファウンデーション
神々の相関図
X-COMIC LAND マンガのおかしなストーリーを全部ばらしてしまうのじゃ!
現代おとぎ話
X-LAND 市民の声／天皇から国民へ求愛のメッセージ（隅田川乱一著『穴が開いちゃったりして』に収録）
瞑想用ビジュアル・パターン〈無〉〈空〉〈愛〉〈心〉（※一見意味不明の紋様だが、雑誌を解体して頁をつなげると「女性器と肛門の拡大ポスター」になる。ただし完成させるにはもう一冊必要）
爆弾企画 スターダスト 芸能人ゴミあさりシリーズ：山口百恵
エルヴィスとメンフィス・マフィア／エルヴィス＋boys＝乱痴気騒ぎ会社
オカルト・フリーク（八木真一郎）
熱血大冒険淫乱混乱実録小説 義眼城乃花嫁（ぶん・え／八木真一郎）
1978年9月1日記──ガセネタ18才（※山崎春美による無署名原稿）
Jamアンケート
A・ハックスリー「知覚の扉」より（※図版はクイック・フォックス社『ロック・クオーツ』より転載）
PUNK RECORD REVIEW
TOKYO PUNK SCENE SCRAP
不失者－灰野敬二
ガセネタ
LIZARD
TOKYO
NOISE
鳥井ガク「お客も帰ったから、元祖パンクの話でもしてみようか」
FRICTION（※正しくはSPEED）
関西パンクをもっと!
AUNT SALLY＋Phew
ULTRA BIDE
INU＋町田町蔵
（隅田川乱一著『穴が開いちゃったりして』に収録）
甲斐千鳥「マイノリティー・パワー」
SS
TOKYO ROCKERS LAST LIVE-AT LOFT
TOKYO PUNK SCENE SCRAP PUNK NO WAVE NO FREAK-OUT NO SUPER MAN NO COMMUNICATION NO FUCK NO MOTHER NO PLASTIC NO EARTH NO EVERYTHING NO NOTHING NO
巻末グラビア
こんな接写が見たかった
Vol.2「ああ官能の肉体大特集!!」（1979年4月号/ジャム出版）
諸事情というより単にネタ切れのためか「芸能人ゴミあさりシリーズ」は終了。この頃の『Jam』はまだ活字の密度が濃い。ちなみに表紙にある「なんと女の立小便!!」はどこを探しても見当たらない。
上杉清文「万個の顔をもつプロレス」
甲斐守紀広「ブッチャーに気をつけろ!」
神道には大麻の神様がいたという話──芥川耿インタビュー（※芥川耿は大麻解禁運動家で当時大麻取締法を違憲として裁判闘争中だった）
LSDの系統樹
撮影所はフリークな肉体だ!!
味之本真一「理想的なバストを目指して」
エキセントリックマンズ・ワールド：上野彦馬「抜魂←→入魂写真術」
山崎春美：SM-SF小説「愛の太陽組合／前編」（山崎春美著『天國のをりものが』に収録）
東京都知事は秋山祐徳太子だ! 政見インタビュー（聞き手・構成／隅田川乱一）（※自称前衛芸術家にして元都知事候補の秋山祐徳太子に直撃インタビュー）
アンダーグラウンド通信『フリークス』
X-BOY'S EXPRESS NO.4 ポール・ボールズ（隅田川乱一著『穴が開いちゃったりして』に収録）
発信局ぐゎらん堂 武蔵野火薬庫 ゆみこ・ながい・むらせ
X-LAND 今月の一冊 トーマス・ピンチョン『V』
X-FREAK LAND 読者のおたより 最優秀作品
渡辺和博「パパとママのバスルーム」
佐内順一郎「元・読者だった編集長の好き勝手なページ」
Vol.3「SUPER CONCEPTUAL SHOW」（1979年5月号/ジャム出版）
この号を境に『Jam』独自の即興的なコラージュ感覚がより顕著になる。なお編集後記は本誌と全く関係がないセルフ出版（現・白夜書房）の末井昭（当時『ウイークエンド・スーパー』編集長）が書いている。
巻頭グラビア「SEXUAL MEDITATION」
DADA&POP≦SUPER CONCEPTUAL NOVEL
広告：日本初のLIVE盤!!『東京ニュー・ウェイヴ'79』
高杉弾「新宿神様ストリート」
都礼アンフ「女と狂気とパワーのすきま」
本邦初訳! ポール・ボールズのストーンド・ノベル「さって行ったものとまだそこにあるもの」（※海外雑誌の未翻訳原稿を勝手に翻訳して無断転載）
田中泯インタビュー「ぼくは苔と緑青が大好きだ…」（聞き手／構成・隅田川乱一）（※田中泯は舞踏界の中心的人物。図版は全く関係ない虫の卵の写真）
広告：芥川耿『毎麻新聞・号外』
フリークということについてもっと考えてみよう
山崎春美：SM-SF小説「愛の太陽組合／後編」（山崎春美著『天國のをりものが』に収録）
無節操大飯店 コンセプチュアル・チェルシー・ホテル
X-LAND STATION（※最後のハードロック・バンド「ガセネタの荒野」解散を伝えるコラムが掲載）
THE X-BOY'S EXPRESS NO.5 頭、クルクル（隅田川乱一著『穴が開いちゃったりして』に収録）
X-LAND 天皇から国民へ求愛のメッセージ
X-LAND エキセントリック・マンズワールド 百怪わが腸に入らむ ロン・チェニイを超えた男 団徳麿
X-LAND アンダーグラウンド通信
X-LAND 今月の一冊 バクワン・シュリ・ラジネーシ『TAO 永遠の大河』
電子音楽が重力を操作するための、新しい星乗りだ。〈エレクトロニック・ミュージック〉（山崎春美著『天國のをりものが』に「電子音楽は重力を……」と改題して収録）
X-LAND 市民の声（※東京スポーツに掲載された山口百恵のゴミあさりに激怒するホリプロの守屋宣伝部長の新聞コメントや百恵ファンによる罵詈雑言の投書などを紹介）
渡辺和博「夢の話」
編集後記：末井昭（白夜書房編集局長）
Vol.4「天才漫画家・蛭子能収 Jamでカムバック!」（1979年6月号/ジャム出版）
漫画家をやめて田舎に帰ろうとしていた蛭子能収の復活記念号。蛭子にギャラの発生する仕事を最初に発注したのは『Jam』である。
編集前記
SUPER ONANIE SHOP 女のオナニーシーン大公開! 君はホンモノを見たことがあるだろうか。
会津真吾「エスエフ NEW WORLD 科学小説之先駆者達─押川春浪」（押川春浪は明治時代の空想科学冒険小説家で日本SF界の始祖にあたる）
THE X-BOY'S EXPRESS NO.6 ストーンド（隅田川乱一著『穴が開いちゃったりして』に収録）
MAGAZINE FREAK-UP（※雑誌『宝島』の前身『ワンダーランド』から赤塚不二夫責任編集『まんがNo.1』、末井昭編集の面白ポルノ雑誌『ニューセルフ』、檸檬社発行のアングラマガジン『黒の手帖』、赤瀬川原平が『櫻画報』を連載していた頃の『朝日ジャーナル』、武田崇元の伝説的オカルト雑誌『地球ロマン』、青島幸男のギャグマガジン『パロディ壮観号』、表4まで嘘広告という日本初の冗談雑誌『冗談王』までカルト系の泡沫雑誌を一挙に紹介）
A.つぶれてしまった雑誌たち──こうして集めてみると、今出ている雑誌よりずっと面白いのがいっぱいある。（隅田川乱一著『穴が開いちゃったりして』に収録）
B.革命やダダや暴力や幻想が深夜の街角にひそんでいる──自動販売機の雑誌には、何が起こるか判らない。
C.79年マガジン・バトルロイヤル──はたしてどの雑誌が80年代へ生きのびていくか!
高杉弾のBAD TRIP 第1回（※『Jam』終刊号まで連載）
X-LAND 今月の一冊 ライアル・ワトソン『未知の贈りもの』
X-LAND 市民の声（山崎春美著『天國のをりものが』に収録）
X-LAND 天皇から国民へ求愛のメッセージ（山崎春美著『天國のをりものが』に「求愛のメッセージ」と改題して収録）
近藤十四郎「怪奇恐怖の猫男」（さし絵：八木真一郎）
稲垣足穂「弥勒」
PSYCHEDELIC MUSIC──アドネラリンが眼から滲み散る程物凄い70年後期ウエスト・コースト・フリーク・ミュージック／ライノ・レコード／LAFMS（Los Angeles Free Music Society）／クローム
特別付録：大型瞑想用ポスター
トム・ウルフインタビュー（※海外雑誌から無断翻訳して転載）
山崎春美「エキセントリック・マンズ・ワールド 第5回 ルイス・フューレイ」（山崎春美著『天國のをりものが』に「わたしいまめまいしたわ ルイス・フューレイについて」と改題して収録）
蛭子能収「不確実性の家族」（※蛭子能収の再デビュー作）
編集中記──佐内順一郎
Vol.5「いま、世界でいちばんムチャクチャな雑誌」（1979年7月号/ジャム出版）
巻頭グラビア「あたし変態セーラー服」
THE X-BOY'S EXPRESS NO.7 地質学上の病気（隅田川乱一著『穴が開いちゃったりして』に収録）
高杉弾のBAD TRIP 第2回
山崎春美・訳「ロック訳詞集・LOU REED」（山崎春美著『天國のをりものが』に収録）
X-LAND 今月の一冊 マーク・ヴォネガット『エデン特急』
RECORD SHOW WINDOW 音楽の窓（山崎春美著『天國のをりものが』に収録）
X-LAND 市民の声
X-LAND 天皇から国民へ求愛のメッセージ
欲求不満のあなたにおくる最新情報 世の中ついにストリート・テロリズムの時代に突入した!!
スーパー・エロティック・エッセイ：八木眞一郎「タントラ・カタログ」
科伏「スピード・フリークスの音楽に於ける即興的極限美」
絶対広告群「腐ってくテレパシーズ」「不失者」「ジャム出版」「近代戦史研究会」「大蔵省」「工作舎」「爆撃書院」「日本新道新波派」「けいさつ」「X-LAND・薬理省統計局」（※実在しない企業や団体の広告）
編集室日記
ビル・デスマルチノ・テーズ FREAKS OF PROWRESTLING「屈折率、それがプロレスの命だ!!」
極致人間シリーズ──新連載・真性マゾの女：遠藤道子「告白手記・ある愛の記憶」
渡辺和博「ハード・キャンディー」
Vol.6「猛暑概念興奮器」（1979年8月号/ジャム出版）
グラビア 悦楽人形上陸幻想
THE X-BOY'S EXPRESS NO.8 ムキエビのドロップキック揚げ（隅田川乱一著『穴が開いちゃったりして』に収録）
坂田明（PHOTO：HIDEKI HIROSE）
高杉弾のBAD TRIP 第3回
山下洋輔（PHOTO：HIDEKI HIROSE）
BLONDIE デボラ・ハリーインタビュー「彼女の足を引き抜きたい!」Nick Tosches
RECORD SHOW WINDOW 音楽の窓（山崎春美著『天國のをりものが』に収録）
X-LAND 今月の一冊 季刊『迷宮』第1号
X-LAND 市民の声（山崎春美著『天國のをりものが』に収録）
X-LAND 天皇から国民へ求愛のメッセージ（山崎春美著『天國のをりものが』に「求愛のメッセージ」と改題して収録）
千年王国之眺望
ナポリの夢日記
佐藤隆史「マイナー通信」No.1（※表現スペース・吉祥寺マイナーの店主が贈るマイナー・テイストあふれるアート・エッセイ）
科伏「超時空的サイケデリック・ディスク・ファイル」
猛暑概念興奮器（コンセプチアル・リピドー・マシーン）
遠藤道子「告白手記・ある愛の記憶」第二回
味乃本真一 むつかしい論文のページ「トルコ風呂内実存定数と応用」
欲求不満にたえられないアナタにおくる今月のクァイカン情報（写真のキャプションは「枕カバーの繊維の間から宇宙をながめ、オナニーする女」「殺人光線による世界平和を真剣に考える女の足」）
渡辺和博「堺町解剖事件」
編集中記：佐内順一郎
Vol.7「知らない奴はモグリ! これが噂のジャム。すぐ買いなさい!」（1979年9月号/ジャム出版）
THE X-BOY'S EXPRESS NO.9 電球変えるのに何人要る?（隅田川乱一著『穴が開いちゃったりして』に収録）
翻訳企画「ドラッグ・コメディアン」Micheal Musto（※ウッディ・アレンからチーチ&チョンまで、ドラック・ジョークを売りにするアーティストに言及している好企画だが、原稿が重複して入稿されたのか文章が途中で終わり、また同じ文章から始まっている）
音楽の窓（山崎春美著『天國のをりものが』に収録）
X-LAND 今月の一冊 スティーブン・デイヴィス／ピーター・サイモン『レゲエ・ブラッドライン』
X-LAND 市民の声
X-LAND 天皇から国民へ求愛のメッセージ（山崎春美著『天國のをりものが』に「求愛のメッセージ」と改題して収録。ちなみに今号のX-LANDでは日本のやんごとなきご家族の肖像がコラージュされている。以後、名字のない御一家はたびたび『Jam』『HEAVEN』の誌面に登場する）
山崎春美「eye shadowing television」（山崎春美著『天國のをりものが』に収録）
芹犬類「蓄音盤あるいは虚無の贈り物／演奏あるいは黒い聖儀礼」
ナポリの夢日記
「金色問答 屋上月糞談義（ごふじょうでつきおみながらうんこした）」（季刊誌『魔羅』水神祥／季刊誌『夢』発行人 賀茂半骨）
遠藤道子「告白手記・ある愛の記憶」第三回
佐藤隆史「minor通信」No.2
Jam名物爆弾企画「『音』で橋を壊せる!!」（※例によって意味不明の図式と尤もらしいシステムの解説が5頁も続く意味不明なレポート）
蛭子能収「知識人のレポート」
Vol.8「もう普通のポルノ雑誌じゃガマンできねえ!!」（1979年10月号/ジャム出版）
巻頭グラビア 人間人形官能篇
THE X-BOY'S EXPRESS NO.10（※新聞記事のスクラップ）
高杉弾のBAD TRIP 第4回
翻訳企画「ドラッグ・コメディアン（後編）」Micheal Musto（※前号の入校ミスの仕切り直し。原稿の後半部分を完全収録）
音楽の窓（山崎春美著『天國のをりものが』に収録）
X-LAND 今月の一冊 小松左京『神への長い道』プラブッダ
X-LAND 市民の声
X-LAND 天皇から国民へ求愛のメッセージ
X-LAND 特別版 皇室アルバム
偶像崇拝者の神殿
印籠太郎「子どもの自殺相次ぐ めどのたたない火ぶくれ」
科伏「ノーマル・インデックス」
よい子新聞
なうな婚前結婚!!
ウルトラマン・明るみに出たその性生活
大場久美子爆発!! 米海兵隊の演習で
関根恵子スマトラの秘境に
遠藤道子「告白手記・ある愛の記憶」最終回
佐藤隆史「minor通信」No.3
渡辺和博「夕ぐれの町」
編集中記：佐内順一郎
Vol.9「オナニー&メディテーション」（1979年11月号/ジャム出版）
鯖沢銀次主筆の「早大文化新聞」連載開始。いわゆる学生運動のセクト新聞やアジビラのパロディというスタイルでバカバカしいまでに凝った作りが秀逸と評された。この連載に感心した青山正明は『突然変異』『Hey!Buddy』に「六年四組学級新聞」「Flesh Paper／肉新聞」を連載する。
巻頭グラビア ゲシュタルト・エロティックス（※テレビの上に乗ったモデルのヌード）
THE X-BOY'S EXPRESS NO.11 グノーシス派（隅田川乱一著『穴が開いちゃったりして』に収録）
高杉弾のBAD TRIP 第5回
Xユーモア「ニセ光りした都市の虚ろ」（※単に意味不明な文章とイグアナやゾウガメの写真）
音楽の窓（山崎春美著『天國のをりものが』に収録）
X-LAND 今月の一冊 阿木譲『rock magazine』
X-LAND 市民の声（※秋田昌美やつげ義春の投書が掲載。秋田曰く「（工作舎の）『遊』はobjetだけど『JAM』はemo-tionだと思う。この名状不可能なエモーションを大事にして下さい」、つげ曰く「私とほぼ同年齢で活躍している漫画家は多いはずだが、あまり不幸な話は聞いたことがない。みんな大儲けをして幸せそうに見えるのに、私ばかりが、なぜ不幸なのだろう」。もちろん、この投書が事実であるという確証はない）
唐突新連載「早大文化新聞」発行・早大ブレーンバスター企画
社学K君遂にヤラズの21才に!
美しい季節だと誰にも言わせはしない─語るK君
文学部で奇怪なビラを発見! 一体誰が?「警察の殺人光線」とは?
科伏「LAFMSと西海岸NEW WAVE!!」
SIDE-A：LAFMS斬近線レポート
I ジョー・ポッツとの出会い
II LAFMSの現状 #1
III Le Forete Four（騒々しい4人組・L-44）とDoo-Doo-Ettes.
SIDE-B：西海岸NWの極北に迫る
らりはい世界地図
20.8C 二都物語
(1)恋の遠近法
(2)背広論
(3)ソムニウム・夢物質吸引者の物語
(4)ニュー・ピクニックとデジタルダダイズム
科伏「金網ビニール・バトルロイヤル／大虚人VSゴムの爪」
佐藤隆史「minor通信」No.4
編集室日記（山崎春美著『天國のをりものが』に収録）
蛭子能収「サラリーマンは二度イライラする」
vol.10「大躍進決定記念特大号」（1979年12月号/ジャム出版）
佐内順一郎＋小野田重俊「JAPAN脳苑」
BLACK PAGE DREAM ああ官能の肉体密着戦!!
THE X-BOY'S EXPRESS NO.12
高杉弾のBAD TRIP 第6回
美沢真之助「ハイ・ディメンション・ポルノ ウニベルシテート・ムンディの暗示加速」
信じる者へのグッド・ニュース 100以上のレディ・メードの呪文を使ってお金、力、愛を得よう。
音楽の窓（山崎春美著『天國のをりものが』に収録）
X-LAND 今月の一冊 荒俣宏『世界幻想作家事典』（山崎春美著『天國のをりものが』に「がんばれ! 荒俣宏」と改題して収録）
X-LAND 市民の声（山崎春美著『天國のをりものが』に収録）
早大文化新聞 創刊第二号 11・8全学コックリさん大会貫徹さる!
アプリオリ科伏＋アニマ伊藤：対談 プロレス・インテレクチャーの責務を語る
隅田川乱一「ねえ、きらきら光るお金を持ってボードレールの猫を買いに行こうよ。だって今日は、君の誕生日なんだ。」
自動愛欲機
ナベゾ氏の今月面白かったこと
佐藤隆史「minor通信」No.5
編集室日記（山崎春美著『天國のをりものが』に収録）
いつか夢で見た幻想の天国を求めて『HEAVEN』創刊予告
渡辺和博「RX-101」
特別ゲリラ号「空中櫻閣的天眼通」（1980年1月号＝終刊号/ジャム出版）
本号から羽良多平吉がビジュアル・ディレクターとして参加。『HEAVEN』のキャッチコピーでもある「空中楼閣的天眼通」の文字がすでに表紙に登場しており、両雑誌の橋渡し的存在といえる号。
蛭子能収「地獄に堕ちた教師ども」
スター・ゴミあさりシリーズ 第6回：大場久美子の巻
THE X-BOY'S EXPRESS NO.13「質問は何?」（隅田川乱一著『穴が開いちゃったりして』に収録）
変諧十傑
雑誌／廃刊雑誌／筒井康隆の短編／セックス・テクニック／日本のパンク・ロック／テレビ番組／病気／動物／クスリ／行為
高杉弾のBAD TRIP 第7回
X人名事典：山崎春美
間章／阿木譲／浅羽通明／蛭子能収／遠藤道子／科伏／佐藤隆史／佐内順一郎／隅田川乱一／高杉弾／天皇／ナポリ／ニシャコフスキー／羽良多平吉／松岡正剛／八木真一郎／山口百恵／山崎春美／渡辺和博
松本助六の病院ノート
今月のクァイカン情報
ナポリの夢日記 Napori-Harumi
市民人生相談
ナベゾ氏の今月面白かったこと
佐藤隆史「minor通信」No.6
X-LAND 今月の一冊 カルロス・カスタネダ『未知の次元』（隅田川乱一著『穴が開いちゃったりして』に収録）
X-LAND 市民の声（山崎春美著『天國のをりものが』に収録）
天皇から国民へ求愛のメッセージ
特集：成熟女性におけるTrance Erotic Co-Mix
腐ってくテレパシーズ：角谷インタビュー（聞き手・構成／隅田川乱一）（※腐っていくテレパシーズは1970年代後半から1980年代前半にかけて活動していた天然サイケデリック・ロックバンド。中心人物は吉祥寺マイナー周辺のライブハウスで活動していたアンダーグラウンドなミュージシャンの角谷美知夫。1959年生まれの山口県出身のアーティストである。裕福な家庭に育つが1974年に中学を退学後、住所不定のヒッピーとなる。1977年に東京に移り住み、1978年から工藤冬里や木村礼子と共に音楽活動を開始。1979年にオット・ジョンを結成し吉祥寺マイナーを中心に活動する、その後、オット・ジョンは自然消滅し、以降は「腐っていくテレパシーズ」として活動するが、この頃から重度の躁鬱と幻覚幻聴に悩まされるようになる。精神分裂病がもたらす幻覚作用や霊的感覚を表現した、どうしようもなく崩れ落ちていく陰鬱なロック音楽は「他に例えようもない、特異な感性から放射される音霊」と評された。その後、ジヒドロコデインリン酸塩というドラッグにはまり、1990年8月5日に31歳の若さでオーバードーズによるとみられる膵臓炎で夭折した。翌1991年6月、PSFレコードから生前の自宅録音とライブテープを再編集した追悼盤『腐っていくテレパシーズ』が発売される。なお中島らものドラッグ・エッセイ『アマニタ・パンセリナ』や自伝的小説『バンド・オブ・ザ・ナイト』には「分裂病のガド君」として角谷が度々登場している）
GREEN SYNDROME 野菜症候群
科伏「波動プロレス学特講／リング・ロープ間隔の回析現象と空中弾のドップラー効果」（※コブラツイスト主体における基準変化〈ルサンチマン指数Rを上腕筋EMGで乗ずる〉とレイスの発声によって鶴田が受ける周波の関数を徹底解読）
いろはかるた
20・8C. 二都物語 (5) [世紀末へ] 後藤繁雄・嘉ノ海幹彦
実験ルポ：うんこは食えるか
セックス実践講座：クリトリスを尿道口にインサートする
HARUMI YAMAZAKI「Ices Cream PARANOIA」（山崎春美著『天國のをりものが』に収録）
『HEAVEN』創刊告知
バックナンバーのお知らせ
PICK UP JAM 四色迫力カラー
編集長ごあいさつ：佐内順一郎

### HEAVEN
No.1「空中櫻閣的天眼通」（1980年4月/アリス出版）
巻頭カラー
HEAVEN EXPRESS & NERVOUS
特集「直観」
西洋では、直観はいつだって聖なる病気だった。
直観学の開発者ベルグソンには、オカルティズムの匂いがするゾ。
ホームズよりもゲイル、ドイルよりもチェスタートンを!!
思考 感情 感覚 直観 あのユングにすら予測のつけられない混沌とした時代がやってきた。
禅の不思議な世界でなら、キミも直観を開発できるはずだ。
直観なくして何が人生。さあ、運命の悲喜劇にサーフィンしよう。
狂気と直観、両方取りたいキミのために宇宙人は今も待っている。
（隅田川乱一著『穴が開いちゃったりして』に収録）
EPITAPH 屍体の青白い炎による生活純化作用料理方理論
早大文化新聞・第三★へらへら号
発行・早大ブレーンバスター企画
編集・早大言論統制委員会
全学中央自主規制委員会検閲済
「早大潜入東北分子を摘発─完全せん滅!」
「東北人は全人民の前に土下座せよ」
「桜田淳子さんの躰に異常現象!?」
「不逞東北人が井戸に毒物混入」
「梅田花月で東北の老婆がショック死」
鈴木いづみ：普通小説(1)「苦力の娘」
（白紙）
ビジュアルコンサート
TIME／23. APR. 1980
SPACE／池袋シアター・ヴァイオレット
出演／近親駐車・うんこす
主催／HEAVEN EXPRESS
協力／幻のジャム・レコード
入場料／マリファナ5グラム
写真モデル：佐藤敏子（※吉祥寺マイナーの佐藤隆史夫人に山崎春美がビンタを喰らわした顔写真を直前と直後で4枚に分けて下段に掲載）
PHOTO 中間カラー・きらきらヌード
21世紀の音は幼稚園からやってくる／時代を先取るオカルト・ポップ
問題の生体実験レコード
MODERN MUSICにおける変態性の系譜
天才少女ナオへの独占インタビュー
ついに明るみに出るイーノのスキャンダル／R・ハッターとD・カニンガムがLPのプロデュースをめぐって対立
放談：編集と変態の超存在学（佐内順一郎×高橋宗元×山崎春美×岡部よし江×素川粒子×稲垣豊作×野坂譲×近藤十四郎）
科伏「もうブッチャーじゃ我慢出来ねえ!! 全日プロはカール・ゴッチの覆面凶器を出せ!」
山崎春美「日本脳苑」
THE X-BOY'S EXPRESS NO.14 錯誤的第一歩（隅田川乱一著『穴が開いちゃったりして』に収録）
NAPOLI HARUMI「ナポリの夢日記」
コラージュ・PHOTO
高杉弾のオーラル・セックス(1)
X-LAND 今月の一冊 椎名誠『さらば国分寺書店のオババ』（隅田川乱一著『穴が開いちゃったりして』に収録）
佐藤隆史「minor通信7」
渡辺和博：街の生活(1)「ダ・マ・レ・ダ・マ・レ・ブ・レ・イ・モ・ノ・!!」
X-LAND 市民の声（山崎春美著『天國のをりものが』に収録）／X-LAND STATION／X-LAND 天皇から国民へ求愛のメッセージ
絵本：羽良多平吉「虹色科学(1)」
羽良多平吉：紹介します!! ピエールとジル
No.2「空中櫻閣的天眼通」（1980年5月/アリス出版）
PAPER VIDEO THEATER 隅田川乱一（コンセプチュアル・アートの紹介）
DOCUMENTATATION OF SELECTED WORKS BY CHRIS BURDEN
CASTRO INTERVIEW DOWN TOWN COMMUNITY TV CENTER
ART AND TELEVISION COMPOSITE TAPE
BAR TIME BY D.OPPENHEIM
NAMJUNE PIKE EDITED FOR TELEVISION
MEDIA BURN ANT FARM
啓明のルシファー 光の中のケネス・アンガー
広告：HEAVEN創刊記念オールナイト・イベント「天国注射の夜」
怪談[Z]を巡って N.Marudashi vs K.hazukashi 鶴岡八幡訳
広告：シネマ・プラセット「ツィゴイネルワイゼン」「時の娘」
ドイツの科学雑誌に掲載されたイギリスの精神病理学者T・W・ジョーンズの論文の一説
「ハイト・リポート・パート1」マスターベーションのタイプより
桂枝雀のSRより
越賀一雄「異常への可能性」
『面白半分』'77年7月号「オレにも書かせろ」より
鈴木いづみ：普通小説(2)「実録・仁義なき未亡人」
早大文化新聞 第四★死に目号
学習院大学文学部1年 寺山久美「読切銀河小説：夏の宵のチョコレット」（※寺山久美は劇団・天井桟敷出身のビニ本モデル。芸名は師匠の寺山修司の姓を借りて高取英が命名）
広告：JICC出版局／噂の真相社／アリス出版／青林堂／新自由ポルノ／砦出版／エルシー企画／清彗社
Idries Shah編纂／隅田川乱一訳「ダーヴィシュの物語 古来から、スーフィーのマスターたちによって伝えられてきた教育的な物語」（※イスラム教の神秘家＝スーフィーの伝承の書を本邦初翻訳。1996年に『スーフィーの物語―ダルヴィーシュの伝承』の題で平河出版社から単行本化）
中村直也（ナイロン100%）「ドアのない回転ドア 無限に廻る・廻る・廻る 100% project」
山崎春美＋伊豫「日本脳苑 no.1」
THE X-BOY'S EXPRESS NO.15 棒と杖（隅田川乱一著『穴が開いちゃったりして』に収録）
稲木紫織「マニエリスティック・アティチュード 受話器の向こうのB・G・M」
NAPORI HARUMI「ナポリの夢日記」（山崎春美著『天國のをりものが』に収録）
渡辺和博：街の生活(2)「鈴屋のヨーロピアン」
高杉弾のオーラル・セックス(2)
佐藤隆史「マイナー通信」
X-LAND 今月の一冊 有賀龍太『予言書 黙示録の大破局』（隅田川乱一著『穴が開いちゃったりして』に収録）
RECORD SHOW WINDOW
X-LAND 市民の声／天国放送局／X-LAND STATION／天皇から国民へ求愛のメッセージ
X人名事典 第2回（山崎春美）
石井宏明／稲木紫織／上杉清文／岡克巳／岡部佳枝／小野田重俊／角谷美智夫〔ママ〕／後藤繁雄／近藤十四郎／桜木徹郎／佐山哲郎／篠崎順子／鈴木いづみ／鈴木伊豫／武邑光裕／中村直也／橋本真人／林正明／松本助六／美沢真之助／村松恒平／安田クニヤ
絵本：羽良多平吉「虹色科学(2)」
紹介します!! イギリスの新しいレジェンド（伝統）に息吹く素敵な日本人 今野絢
HEAVEN GALLERY (1)芝敦子
No.3「空中櫻閣的天眼通」（1980年6月/アリス出版）
本号から自動販売機だけでなく一部の書店でも入手が可能になった。
ケネス・アンガーインタビュー ANN BARDACH（アメリカ西海岸発のお風呂好きのためのニューウェーブ・マガジン『WET』1980年3・4月号〈23号〉から翻訳転載）
ボブ・マーレイインタビュー（Steve Samiofによってロサンゼルスで設立され、1980年までに合計29冊を出版したパンク／ニューウェーブのオルタナティブ雑誌『スラッシュ』1・2月号から翻訳転載）
早大文化新聞 VOL.5★後家殺し号
〈自立〉青年における完全なる共産主義の全身歓喜法!
イデオロパックの素晴らしい思想善導効果!
党にバレない〈巧みな革命〉の手ほどき8ヶ条
祖国と学習のために
共産主義者から共産主義者へ明るい交際欄連帯
鈴木いづみ：普通小説(3)「よろしく哀愁」
PERFORMANCE&NEW WAVES NO.1 GENESIS P-ORRIDGE MAIL ACTION G.P.O.v.G.P-O
科伏「シェルダン・ウィリアムスのジェネシスのパフォーマンス評」
渡辺和博「ぼくたちのタラコは赤い」
広告：JICC出版局／青林堂／HEAVEN EXPRESS／エルシー企画
人工天国 その1／その2
ダーヴィシュの物語 イドリエス・シャー編纂・注（隅田川乱一訳）
RNA Organism システムとアノニム
オーガズムとSPY
メディウムと浄土
自在機械と観音
時代からの逃走とHEIAN
山崎春美「日本脳苑」
THE X-BOY'S EXPRESS NO.16「柳田国男─日本の祭」ノート（隅田川乱一著『穴が開いちゃったりして』に収録）
漫画：ロリータ順子＋山崎春美「シオマネキはダサクとばすぜ!!」
稲木紫織：マニエリスティック・アティテュード(2)「リカちゃんハート」
渡辺和博「街の生活(3)」
NAPOLI HARUMI「ナポリの夢日記」（山崎春美著『天國のをりものが』に収録）
佐藤隆史「minorつうしん vol.9」
高杉弾のオーラル・セックス(3)（高杉弾著『メディアになりたい』に「女装の夢」として収録）
RECORD SHOW WINDOW
X-LAND 今月の一冊 阿木譲『rock-end』（山崎春美著『天國のをりものが』に「悪いことは言いません」と改題して収録）
X-LAND 市民の声／天国放送局／天皇から国民へ求愛のメッセージ（明石賢生）
絵本：羽良多平吉「虹色科学(3)」
HEAVEN GALLERY (2)塩見正一 (5)坂本哲也
No.4「空中櫻閣的天眼通」（1980年8月/アリス出版）
ダーヴィシュの物語 第三回 イドリエス・シャー編纂・注（隅田川乱一訳）
早大文化新聞 第六号★ちんぽ号
肉棒昇天!完全なるせんずり秘法18番!
自分のチンポ汁の味を知り尽くす!! もう腰ヌケる!!
自分の口中で果てる!! 飲む!!
水玉の宵はカノンの気分で。そう、荒戸源次郎 シャボン玉インタビュー No.1
HEAVEN 創刊記念オールナイト・イベント 天国注射の夜
鈴木いづみ：普通小説(4)「夢みるシャンソン人形」
科伏：Performances & New-waves.2 L.A.F.M.S. '80／L.A.DADA.1／DADAFEST L.A. 2 NEWS OF RECORDS RELEASED FROM L.A.F.M.S. '80
漫画：奥平衣良「PUBLIC DAMAGE」
高杉弾＋倉橋哲也：爆笑不可解変態SF小説「おまんこ頭の狂詩曲」
山崎春美「日本脳苑」
THE X-BOY'S EXPRESS NO.17 棒や杖の神秘学的イメージ（隅田川乱一著『穴が開いちゃったりして』に収録）
稲木紫織「マニエリスティック・アティチュード(3)」
渡辺和博：街の生活(4)「私の戦争体験」
MINORツウシン オシマイ
高杉弾のオーラル・セックス(4)（高杉弾著『メディアになりたい』に「天国に一番近い地下室・I」として一部収録）
モダン・プレス 創刊1号 山崎春美＋日高達雄＋伊藤香代
松本助六「“ENO IS GOD?”」
梅川正芳「改名のお知らせ」
山崎春美「音楽の思い上り」
大里俊晴「役立たずの彼方へ」
隅田川乱一「七色の痛み」
奥平衣良「今朝はDUBい」
100% PROJECT 中村直也「センチメンタルな旅」
稲木紫織「新しい男たちの陰に泣く、縁の下の女たちの悲惨物語」
X-LAND 今月の一冊 金井南雲他 『神々の黙示録』（隅田川乱一著『穴が開いちゃったりして』に収録）／X-LAND 市民の声／X-LAND STATION／天国放送局／X-LAND 天皇から国民へ求愛のメッセージ（ロリータ順子）
絵本：羽良多平吉「虹色科学(4)」
HEAVEN GALLERY (4)伊藤桂司 (5)末森英機
No.5「空中櫻閣的天眼通」（1980年11月/群雄社出版）
稲木紫織「ぼくたちのフェティッシュランド からだをしらべよう 女の子の秘密を覗いちゃったりして!」
木下邦治「ぜんぶ解けたら天皇です」
山崎春美「テクノ・ポップはもうダサイぜ これからはね 笑い草の時代だ。」
ドゥ・クレール・ダリによるロバート.フリップとの対話 第一回
早大文化新聞 第七号★文芸春秋号 せんずりの歓喜! 股はチンポ汁だらけ!
キャー恥づい! 男女混合全裸休日勤務!
ああ!全裸の伸子が愛おしい!
鈴木いづみ：普通小説(5)「うちへおいでよ、あたしのおうちへ」
科伏：Performances & New-waves.3 L.A.F.M.S,'80／L.A.DADA.2／1.DADAFEST LA 2.NEWS OF RECORDS RELEASED FROM L.A.F.M.S.'80
漫画：蛭子能収「忘れられた人々」
広告：同時代音楽編集委員会／JUNK CONECTION／本の雑誌社／噂の真相社
お金持ち猥談小説：竹田賢一「訣れの宴」
日本脳苑
THE X-BOY'S EXPRESS NO.18 Special Summer Sexual MANTRA
漫画：JUNCO & HARUMI「肉蘭地」
稲木紫織：マニエリスティック・アティテュード(4)「浮き漂う遠足への漸進的徴し」
渡辺和博「街の生活(5)」
佐藤隆史「ディミッシュ通信 No.1」
高杉弾のオーラル・セックス(5)
モダン・プレス No.2 ニュー・ウェイヴ＝アンチロマン『カメラ＝万年筆』ムーンライダース／『サード』ピーターガブリエル：稲木紫織
日常生活の単細胞 ハルミノイア
超新星・ほぶらきんの「こつぶらきん」とその後（科伏）
投稿作品：森田誠司
岡部佳枝「わたし、今1日何時間生きてる?」
金田トメ「マットウ音楽論」
マンハッタン・チャンネルC
X-LAND 今月の一冊『サンデー毎日』7/13 7/20 7/27 イエスの方舟特集号（山崎春美著『天國のをりものが』に「歴史は夜つくられる」と改題して収録）
X-LAND 市民の声／X-LAND STATION／X-LAND 天皇から国民へ求愛のメッセージ（ロリータ順子）
絵本：羽良多平吉「虹色科学(5)」
HEAVEN GALLERY
フォト・セッション：ナルシストのためのフエティシズム・レッスン：ジルとシェリル
編集長ごあいさつ
No.6「空中櫻閣的天眼通」（1980年12月/群雄社出版）
漫画：杉浦茂「イエローマン」
ドゥ・クレール・ダリによるロバート・フリップの対談 第二回
早大文化新聞 第八号★とんま号 ああせんずり! 日本人っていいですね!
鏡の中のチンポ! お前は何と浅ましい!! 自分に愛を告白! 変態自分文通!!
広告：ホームラヂオ／アリス出版／青林堂／ウルトラヘヴン放送局
渡辺和博「街の生活(6)」
少年極意種明し
高杉弾のオーラル・セックス(6)（高杉弾著『メディアになりたい』に「天国に一番近い地下室・II」として収録）
Performances & New-Waves-4：科伏／LA.F.M.S.'80／L.A.DADA.4-DADAFEST L.A. NEWS OF RECORDS RELEASED FROM L.A.F.M.S.'80
稲木紫織：マニエリスティック・アティテュード(5)「魂のロマネスク」
鈴木いづみ：普通小説・最終回「哀愁の袋小路」なのよ。
裸のラリーズ／夜の収穫者たち
漢方淮南子：千葉綱一
佐藤隆史「ディミッシュ通信 No.2」
広告：HEAVEN オールナイト・イベント 天国注射の夜／CISCO
日本脳苑
THE X-BOY'S EXPRESS NO.19 宝塚歌劇（隅田川乱一著『穴が開いちゃったりして』に収録）
モダン・プレス(3) 天皇（大村礼子）
キザ山みるく「ワカッチャいるけどヤメラレナイ日記」
白石民夫「80年9月15日」
稲木紫織「そしてスパイだけが残った」
白石民夫直撃インタビュー
大里俊晴「役立たずの彼方に 第2回」
隅田川乱一「ヘルス・センターの夢」
松本助六「デジタル・アナログ・エッセイ」
稲木紫織「うたかたのオペラ 加藤和彦より」
竹田賢一「アルバロス・バリーオス」
岡部佳枝「熱祭の夜には」
佐内順一郎「音楽についてひとこと」
X-LAND 今月の一冊 レーモン・ルーセル『アフリカの印象』（山崎春美著『天國のをりものが』に「植民地に帰れ!」と改題して収録）
X-LAND 市民の声／X-LAND STATION／天国放送局／X-LAND 天皇から国民へ求愛のメッセージ KINOSHITA・法師
絵本：羽良多平吉「虹色科学(6)」
HEAVEN GALLERY (6)丸山浩伸
No.7「空中櫻閣的天眼通」（1981年1月/群雄社出版）
「触ると手に銀粉がつく」と書店からの苦情が相次いだ銀色表紙。巻頭ではイラストレーターのロマン・スロコンブを取り上げている（スロコンブによれば「日本で最初に僕の作品を取り上げてくれたのが『HEAVEN』だった」とのこと）。なおセーラー服で松葉杖ついた少女のイラストはビニ本モデルの寺山久美と推測される。
HEAVENアンケート（住所 東京都品川区●●●●●-●／氏名 佐内順一郎／職業 ヘヴン編集長／今月号のヘヴンで一番面白かった記事は? 渡辺和博の漫画と佐内順一郎の全ページ／今月号のヘヴンで一番つまらなかった記事は? 山崎春美の全ページ）
カラーギャラリー
ロマン・スロコンブ
早大文化新聞 号外
これが話題の全裸外出ファッションだ!! 思わず玄関先で射精する!!
即座にチンポ丸出し!
母と子の洗面器自殺で明るい街づくり!
ドゥ・クレール・ダリによるロバート・フィリップとの対談（最終回）
渡辺和博「街の生活(7)」
高杉弾のオーラル・セックス(7)
稲木紫織：マニエリスティック・アティテュード(6)「扉の冬」
高杉弾「スペシャルドリーマー」
渡辺和博「HANDICAP PEOPLE」
末森英樹「夢のストリップティーズ」
THE X-BOY'S EXPRESS NO.20 ユング（隅田川乱一著『穴が開いちゃったりして』に収録）
HARUMI&JUNCO「念力妊娠漫画 いかさまポンプ」
モダンプレス(4) 特集おんなこども
ヘンタイ女子供歌手の夕べ 松本ちえ子でセンズリ
ひと山いくらの人気商売
鯖沢銀次「プレイガールQのテンマツ」
ロリータ順子「とりあえず病気、まずもってフリーク」
帰ってきたニュー・ウェイヴ 何が何やら何だかフォン
行きつく先は60年代
質は量に転化する? 人間雑誌・愛情シーツ・水俣
グルジェフのレコード
中高年のためのロック・パーティ
安い買い物です：ハルミマガイ
かわうその真相
X-LAND 今月の一冊 花輪和一『月ノ光』／花輪和一インタビュー（不在）／虐崎変美（山崎春美著『天國のをりものが』に「どぶにまみれ咲く一輪の金色塔」と改題して収録）
絵本：羽良多平吉「虹色科学(7)」
カラーギャラリー
RICHARD BRUNO
HEAVENアンケート（住所 東京都渋谷区●-●●●ビル●号／氏名 山崎春美／職業 タコ／今月号のヘヴンで一番面白かった記事は? 山崎春美の全ページ／今月号のヘヴンで一番つまらなかった記事は? 佐内順一郎の全ページ）
No.8「ヘンシュウチョウ・コウタイ・スグ・カエ」（1981年2月/群雄社出版）
この号をもって初代編集長の高杉弾が降板。二代目編集長に近藤十四郎が就任する。
巻頭顚末ばくろ小説 時間切やっつけ残酷ポルノ「ほら、あんた、笑いがひきつってるよ、どうしたの?」
写真：武蔵野大門
ジョン・ウォーターズ・インタビュー（聞き手・ティルマン・ミューラー）
武邑光裕「郊外移住者の反乱 J・ウォーターズについてのノート」
PHONY INFORMATION
九曜紋様のゆくえ
アフリカの呪術師たちの現状（「オカルティズム・ナウ」誌より訳出）
広幡神社の大笑い歌詞
（隅田川乱一著『穴が開いちゃったりして』に収録）
モダンプレス(5) 特集モダーン・シット
NANA／白黒ショー／月報とんび No.1／フリークからモンスターへ お願い一度でいいから獣人と呼んで!!
稲木紫織「マニエリスティック・アティテュード No.7 スキスキ・コルギス」
田中一策「シェイキーズ・エイキーズ」
大里俊晴「役立たずの彼方に 第3回」
かわうその真相：東京新宿高田馬場
久しぶりに明るい!!／日本におけるソ連の、スパイ事件みたいだ。真の若さが足りない!?
写真モデル：篠崎順子
青春大河ロマン「愛と死を見つめて」第一部 バレリーナの詩（スティーブ・梅川）
早大文化新聞 '80－11・17 増刊号（鯖沢銀次）
鈴木翁二「美しい新聞」
稲木紫織 バスタブ・インタビュー（聞き手・田中一策）
渡辺和博「街の生活(8) キャリアガールのパンパン」
X-LAND 今月の一冊 トニー・タナー『言語の都市』ハルミ／J・G・バラード『残虐行為展覧会』大里／徳南晴一郎『怪談人間時計』ハルミ／種村季弘『愚者の機械学』乱一（隅田川乱一著『穴が開いちゃったりして』に収録）／ポール・ボウルズ『極致の空』ハルミ／アンディ・ウォーホル『From A to B and Back Again』一策／清水おさむ『淫肉の天使』ハルミ／菊森英夫『文学カフェ』乱一（隅田川乱一著『穴が開いちゃったりして』に収録）
Diminish Report VOL.?
八木春美「皮嘘乃荒野 呆我楽化篇」
THE X-BOY'S EXPRESS NO.21 エイプリル・フール（隅田川乱一著『穴が開いちゃったりして』に収録）
明けましておめでとうございます。白痴倶楽部一堂
絵本：羽良多平吉「虹色科学(8)」
佐山哲郎「きのう死に逅うまでもなくてがかりは経帷子の襟の輪の中」
No.9「空中櫻閣的天眼通」（1981年3月/群雄社出版）
「いよいよ16ページ増!」と表紙にあるのも空しく休刊号となる。しかしながら内容の飛ばしっぷりは『HEAVEN』の中でも随一と評された。
オカルト・パンカー『迷宮』編集長・武田洋一（武田崇元）インタビュー 精神の最深辺境部の封印開き インタビュアー・隅田川乱一 オカルトとプロレスの卍固め これが本当の神秘と冗談だ
スーフィーの説話 ダーヴィッシュの物語（訳・隅田川乱一）
THE X-BOY'S EXPRESS.NO.22 田植えと相撲（隅田川乱一著『穴が開いちゃったりして』に収録）
武邑光裕「Gurdjieff's Input System(1) 聖なる伝統と現代の霊性に向けて G・I・グルジェフ K・R・スピース」
白石民夫＋野々村文宏「シリーズ人間邂逅 コンピュータプログラマーの巻」
バラエティーマップ みんなの町(1) 自給自足でマイホーム／総武線、亀戸過さたらドツボ色
梅川吹雪「愛と死を見つめて」第二部
青春の光と影
鯖沢銀次「元禄寿司者同盟」
音楽の窓
ザ・シャッグス 世界原理・コレカラハ田舎者ノ時代ダ
財団法人じゃがたら 最終的にはロック界を叩き壊さなきゃイカン（山崎春美著『天國のをりものが』に収録）
蛭子能収「よだれを出す男」（色付・湯村輝彦）
認知・判断・操作（稲木紫織）／暴露・感心・失笑（大里俊晴）／NOISE インタビュー（白石民夫）／DAISAKU & PROSTITUTE 狂っちゃねえぜ PART-1 インタビュー（河内鉄男）／阿部薫の場合（山本勝之）／ノーコメンツの場合（NONO）
バラエティーマップみんなの町(2) 中央線ロンくん（どつぼ山本）
白痴倶楽部
渡辺和博「街の生活(9)」
カブト虫の死／もう一人のレノン チャップマン役のキャラクター研究
PERFORMANCES & NEWWAVES
1.LAFMS'81-1＋2.NEW MUSIC FROM SAN FRANCISCO-2
八木真一郎「ツィゴイネルワイゼンとシャイニングとそしてルシファーと」
VISUAL ORCHESTRATION NOTEBOOK! Heikichi Harata
TV GAME 電像遊戯（NONO）
木暮祐一「PORLAND 波蘭土(1) 結晶と通り道」
竹田賢一「SPORTS 職業野球」
LICENCE ライセンス 免許 ハゲキノコのみんな光ってるかい? (1) かしまた・ひかり
BOOKS 役立たずの彼方に (4) 大里俊晴
安田クニヤ「MATANITY 妊娠飛び出せ一平!」
八木真一郎「JUNKY中毒」
Q-BOY「SCANDAL かわうそ」
田中一策「VINYL びにーる」
倉田まり子「Lady first おんなこども パンがなければ お菓子を食べれば いいじゃない」
みんなの町(3) Harumi & Junco
X-LAND LETTERS
HEAVEN broadcasting station
絵本：羽良多平吉「虹色科学(9)」
宮西計三「裸のラリーズへ」
佐山哲郎「現代に残る中庸の美学、佇む／七卿落ち」（ゑ・羽良多平吉）

### HEAVEN'S HEAVEN（雑誌内雑誌の時代）
近藤十四郎に次いで三代目編集長に山崎春美が就任。
No.10（所収『ロック・マガジン』45号／1982年7月発行）
御飯ガ ナケレバ おやつ ヲ 食ベレバ イイヂャナイ
THE X-BOY'S EXPRESS NO.23 ムスリム・フードセンター（隅田川乱一著『穴が開いちゃったりして』に収録）
ALTERNATIVE JUNIOR FACT-ORY NO.1 栗沢いずみ
シリーズ人間邂逅 白石民夫 第二回
よすがの星（篠崎順子）
男のポケット（成田宗弘）
ひょっとこタイムズ
RECORD REVIEW
The Book A・ハクスレーは評価されすぎている（隅田川乱一著『穴が開いちゃったりして』に収録）
ヲンナコドモ・レビュー オカルト・ソノシートの逆襲（山崎春美）
HEAVEN FORUM 生きのびるためのダイレクト・メール／今月のDECODE
広告：『タコ』（ピナコテカ・レコード）
No.11（所収『ロック・マガジン』46号／1982年8月発行）
放射能主義万歳!!
ALTERNATIVE JUNIOR FACT-ORY NO.2 AL BACCOTTI & HARUMI
新発売ワカる人しか驚けない「フェアライトCM」のミュージック・コンピュータ（夏木俊也）
「飛行機の乗り方」REFERENCE MANUAL V.2.0
THE X-BOY'S EXPRESS NO.24
印契巫覡
The Book ユングちゃんセットのプレゼント（香山リカ／註釈あえて山崎春美）（※香山リカのデビュー原稿）
渋谷陽一直撃インタビュー!!（山崎春美）
HEAVEN FORUM 生きのびるためのダイレクト・メール N-NOX（山崎春美）
広告：『タコ』（ピナコテカ・レコード）
No.12（所収『ロック・マガジン』47号／1982年9月発行）
KITARUBEKI SONOHINO TAMENI
肥満について（竹田賢一）
機械大ろうぜき一家
東京間男日記（町田町蔵）
It's all true Richard Hell
ダーヴィシュの物語 第三回 イドリエス・シャー編纂・注／美沢真之助訳
THE X-BOY'S EXPRESS NO.25 サトゥルナリア（隅田川乱一著『穴が開いちゃったりして』に収録）
オカルト人生相談 霊才 波越徳次郎先生の極意指導
春の嵐 第三部 四十五回 梅川吹雪
RECORD REVIEW
ウルトラ作戦始動! N-NOX
HEAVEN FORUM 書くな、喋るな、関わるなの指一本
No.13（所収『FOOL'S MATE』25号／1983年2月発行）
KITARUBEKI SONOHINO TAMENI
X-BOY'S EXPRESS NO.26
なるほど・ザ・生物
1.蚕も字を書く?
2.一方、石油はと言うと……
3.怪獣にも内臓はあった!
NAVEL PLANT FAMILY
僕は渡るよ三途の川を
Back Ground Reading 茶の間の〈消尽〉
No.14（所収『FOOL'S MATE』26号／1983年4月発行）
HEAVEN PRESENTS 8PAGES
X-BOY'S EXPRESS NO.27 神様のエアロビクス
（ウルトラマンを中心に）過去帳・円谷英二の子供達
現代思想界の電界効果トランジスタ（FET）モデル
伝説の「マイナー」図解（2011年に発表されたBOXセット『タカラネタンチョトタカイネ／大里俊晴アンソロジー』に「特別ふろく」として転載）
Manhattan Odor Area
No.15（所収『FOOL'S MATE』27号／1983年6月発行）
HEAVEN PRESENTS 6PAGES
おまんが・おまんが PART2 梅川薔薇吉
漫画：へてな（鯖沢銀次／谷岡ヤス子）
漫画：人喰蟲
漫画：愛の嵐 第三十六回
No.16（所収『FOOL'S MATE』28号／1983年7月発行）
HEAVEN PRESENTS 6PAGES
シュルドゥルによる山崎春美探索のためのフローチャート
金魚の楽しみ（野々村文宏）
運送屋の一日
足が腐ってゆく
門出の情念
みずがめ座対談 野々村文宏・和田淳
愛を語ろう 呂利崎順子・ロリータ順子
C・D・Cの活躍に大期待します／謝罪、来るべき明日。到着した一通の書簡
No.17（所収『FOOL'S MATE』29号／1983年8月発行）
HEAVEN PRESENTS 8PAGES
特集：暴力
X-BOY'S EXPRESS NO.28 俺たちに電気をくれ（隅田川乱一著『穴が開いちゃったりして』に収録）
黄点（山崎春美）／無題（C.Lumawig）／科学と暴力筑波ラットスクール（野々村文宏）／ヴァルネラビリティトは何ぞや!?
暴力衝動から衝動暴力への脳内機構（香山リカ）
衝動暴力者の彷徨 アブジェクションの世界（香山リカ）
衝動暴力の遺伝的解析（香山リカ）
暴力衝動は愛の化膿である（呂利崎順子）
狙われた街（野々村文宏）
無題（C.Lumawig）
家畜化における暴力（後飯塚僚）
許される暴力（蛭子能収）
No.18（所収『FOOL'S MATE』30号／1983年9月発行）
HEAVEN PRESENTS 6PAGES
特集：島
島辞典 SASUKE（オノ・イサミ／香山リカ）
オノゴロ島創世記（オノ・イサミ）
X-BOY'S EXPRESS NO.29 島では今日も医者は不可解だった（隅田川乱一著『穴が開いちゃったりして』に収録）
島では家電製品がよく売れる N-NOX／シマを荒らすな（山崎春美）
列島パンクスは秋彼岸に総決起せよ（C.Lumawig）
サーファーよ佐渡を目指せ（鉄腕潜）/浮かぶ飛行島（野々村文宏）
南海の大決闘（野々村文宏）／宮古島回想録 MIGANSHA
What is the Island?（香山リカ）
ハト病の島（香山リカ）
北方群島奇譚（香山城太郎）
No.19（所収『FOOL'S MATE』31号／1983年10月発行）
語り手・X-BOY／聞き手・山崎春美
KITARUBEKI SONOHINOTAMENI HEAVEN EXPRESS（X-BOYと山崎春美の対話）
（隅田川乱一著『穴が開いちゃったりして』に収録）
HEAVEN'S HEAVEN（所収『TOPAZ』7号／1994年6月20日発行）
『HEAVEN』スタッフによる編集物ではなく、日大芸術学部出身の編集者・久米泰宏によるオマージュ企画。
発行所＝英知出版／企画・編集・構成＝久米泰弘／グラビアデザイン・コラージュ＝羽良多平吉／イラストレーション＝伊藤桂司／モノクロデザイン・レイアウト＝久米泰弘&ロプロプデザイン／協力＝近藤十四郎／福田忍／制作＝矢吹武／英知出版『トパーズ』編集部
空中櫻閣的天眼通
The Magazine of Visionary Vision and Beyond dedicated to score of HEAVEN magazine and to NAMINORI-SHA
扉 羽良多平吉
長島有里枝「部屋SM」
羽良多平吉「虹色科学」
HEAVEN'S HEAVEN GATE
THE HEAVEN'S MAGAZINE'S STAFF interview
高杉弾／（取材時不在 山崎春美）／近藤十四郎／essay 山本勝之／essay 隅田川乱一
野田努「Wild -side of the TECHNOBON テクノボン外伝」
杉浦茂「その後のイエローマン」
武邑光裕「爆発した神々 オカルト・メタファーから電子ツールへ」
久米泰弘「桃源郷を探して」
天国で逢いましょう……!

## 編集協力
高杉弾、山崎春美、美沢真之助、八木眞一郎、佐内順一郎の編集グループは『HEAVEN』（アリス出版→群雄社出版, 1980年 - 1981年）以外にもパロディ雑誌『冗談王』（日本文華社, 1978年2月）、『遊』別冊『組本は組「冗談：冗弾」』（工作舎, 1979年12月）、ムック『別冊宝島20 センス・パワー!』（JICC出版局, 1980年10月）の編集を手掛けている。

### 冗談王
話題スペシャル臨時増刊／2月28日号
冗談王国
淀川長治／岡本喜八／藤村俊二／永六輔／三遊亭円楽 他
3大冗談スクープ
古代史ミステリーに挑戦!! ついに邪馬台国の謎に終止符! 証拠続出!! 歴史の空白は《富山県・氷見》が埋めた!（レポーター・山西伸彦）
ウソ山大爆発
ハイジャック
素人劇画（丸山圭子・木村理恵・立川談プ 他）
ホスト麻雀──江戸時代版!!
4色カラー 横山皓一の有模亜癖画
若者のための戦争カタログ 軍服からチョコレートまで
2色カラー 大ロマン残酷物語「美雪よ永遠に眠れ!」「逆さ物語」「冗談王の冒険」（岡村一平）
ふんどし丸洗い広告
私の書いた教科書（三上寛・高信太郎 他）
特別おまけ あなたがつくる冗談シガレット・カバー
（冗談がすぎてごめんなさい）

### 組本は組『冗談：冗弾』
全段落笑術
は閥の面々
yu-moresque, more or less：村田惠子
は列伝 遊は組
イタロ・カルヴィーノの「鳥の起源」ドの月の夜の出来事：まりの・るうにい
カンメラー・アイ「例」：春山伍理羅
朝刊コスモポタリン：美沢真之助
めばえ
タモリ／松岡正剛／吉川正之／後藤繁雄／山崎春美／大西成明／田辺澄江
冗民：秋竜山
罵倒バトル・ロイヤル
暗示加速式痔疾治療法：隅田川乱一（隅田川乱一著『穴が開いちゃったりして』に収録）
る?：三上寛
美味! 鳥ハダ加減：戸沼恭
銀色犬築：真壁智治
現代スーリの基礎知識：十川治江
謔鬼夜行：まえかわ・よしのり
これは冗談ではない：南伸坊
イワナイ古典パタン文庫：久我羅内
ルナ黒し意外や意外白くなる：萩原朔美
記憶術・修養双六：西岡文彦
極道
私書箱文痴菴：池田文痴菴／裏田稔
寸談・筒井康隆
ぴん助美代鶴かっぽろーぐ：桜川ぴん助／美代鶴
吉川正之だ!：吉川正之
夕刊ブジ：高杉弾
䬣食現場：松本淑子
百貨仙：小野美之
文体おピンク度検査：秋山隆平
破談・藤山寛美
ボクは金色しか信じない：遠藤賢司
伝授の門出誉れの腹掛け：高橋克巳
がんばらなあかん：西川きよし／坂田利夫
ハデハデハデの緊張：楳図かずお
昼さがりの仙譚：草森紳一
ふろっぐ
黒色達磨戦線
πのジルバ：友寄英哲／ガリバー
御布施比空抄
生き残り陰陽ゲーム ポリティカル陰陽ゲーム：荒俣宏
非情のチルドレン：佐々木マキ／山崎春美（山崎春美著『天國のをりものが』に収録）
は的なるものをめぐって
は組文献集
アーカサタナ年代記
は閥の相々

### 別冊宝島20『センス・パワー!』
別冊宝島20『センス・パワー!』（JICC出版局, 1980年10月）は、5つの編集グループが完全版下まで制作して、それぞれ5種類の雑誌を作り、それを1冊にまとめた構成になっている。このうち『HEAVEN』編集部は「ポップ・アヴァンギャルド」の分類のもと、全261頁中50頁にわたって『HEAVEN』の誌面をほぼ完全再現した。
奥付の著者紹介では「『HEAVEN』の前身、月刊『Jam』は、知る人ぞ知る自販機雑誌の傑作。パンク・ニューウェーブのねじくれた感覚を雑誌編集に持ち込んで偏執狂的なエディター・シップぶりを発揮している。熱狂的なファンが少なくない」と紹介されている。
何と言ってもおもしろい ポップ・アヴァンギャルド その完全なる全身歓喜法大公開
（作・構成＝HEAVEN EXPRESS. 高杉弾＋山崎春美＋近藤十四郎＋山本勝之）
いつか夢で見た前衛の泡を求めて…
コミュニケーションなんて知らないよ!「この魚は激怒する馬ですか?」「はい確かに猿でした」
病気におけるポップ・アヴァンギャルド──病気が今一番新しいポップ・アヴァンギャルドだ
ポップ・アヴァンギャルド文学カタログ──世界を小説のように読むことが気持ちいい
早大文化新聞 G・馬場、首を複雑骨折 お茶の間の大巨人、自分尺八に失敗!!
愛のないセックスはまるでダダのようだ──まず自分の肉体で溶けていく世界を感じよう
俺は俺、お前はお前、それがパンクさ──特攻精神こそパンクだぜ、ベイビー
豊かな前衛生活とはいかなるものか? 感性レポート「しなやかな金魚ばちが重要です」（味之本真一）
今、一番ナウい「イソの動物」の世界──ビニール、プラスチック、プランクトンうようよ
漫画「楽園の午後」（作・画＝渡辺和博）
オカルトなくして、何がセンス・パワーだ! 「UFO撃墜協会」を見逃す手はないぞ!
ある男のノートから……パラノイアックなフラグメントをどう生かすか
切腹画報・臨時増刊号──切腹に切腹が切腹の切腹で感性トレーニング
難病と悩み事で苦しむ人は来れ!!
ダリのハルシノゲン? 序章・その（一）
“マイナー”は世界のライヴ音楽の良心である──すれ違う演奏に、背骨が見えるかもしれない（山崎春美著『天國のをりものが』に「すれ違う演奏に、背骨が見えるかもしれない」と改題して収録）
号外 早大文化新聞 ヌード童謡歌手 斉藤こじ恵逮捕 なんと大麻・覚醒剤を所持!! 恐るべき酒池肉林生活・若者特有の〈甘え〉露わに!
21世紀は女子供の時代だ──偉大なる生理と、ロリータの中に前衛を見よ!（山崎春美の無記名原稿）
暗闇の中の光（すべて点字）
ポップ・アヴァンギャルド・ライフ──キミにもできる感性ジャンプのための実生活
大変なことになってしまった──気配だけですべてを察知できなきゃ、ウソだぞ
ポップ・アヴァンギャルド・フレーズ──思い出そうとしても忘れられないあのフレーズ集
むずかしい世の中である。

### Spectator VOL.39 パンクマガジン『Jam』の神話
特集：パンクマガジン『Jam』の神話
──はじめに
『Jam』～『HEAVEN』誕生物語（原作・赤田祐一／漫画・伊藤桂司）
なぜなに学習塾 自販機本『Jam』ってなあに?（答える人・ばるぼら／イラスト・UJT）
『Jam』創刊号を完読してみる／ばるぼら
『Jam』面白記事よりぬき／構成・編集部
インタビュー『Jam』はどんな雑誌だったか?
突き抜けた世界を追求したくて『Jam』を創刊した：八木眞一郎（元・『X-Magazine』『Jam』編集者）
面白いかどうかが一番大事ですよ。素人なんだから：高杉弾（元・『X-Magazine』『Jam』『HEAVEN』編集長）
真之助に「好きなことをしてほしい」と思ってました：村田惠子（同時通訳者）
『Jam』も『HEAVEN』も「高杉弾の個人誌」だと思います：近藤十四郎（グラフィックデザイナー）
自動販売機でしか売らない雑誌! なんて面白いんだろう!!：羽良多平吉（書容設計家）
『Jam』について考えた
自販機本は僕らの学校だった／神崎夢現
『Jam』『HEAVEN』編集部の時代／金田トメ善裕
出版史における自販機雑誌と『Jam』／小田光雄
WHO'S WHO 人命事典 第3回／山崎春美
「人間には一度にはほんの少しのことしか把握できない。（中略）一人の人間の運命は多くのことを意味し得るが、数百人の運命はもう把握することが難しい。そして千人、百万人の歴史となると事実上、何も意味しなくなってしまう」──スタニスワフ・レム『ソラリス』
間章／会田誠／赤井敏夫／明石賢生／赤田祐一／赤塚不二夫／秋山道男／阿木譲／浅羽道明／ABBA／あらいあき／荒俣宏／伊藤桂司／稲木紫織／梅宮辰夫／江戸アケミ／S／蛭子能収／岡克己／岡部佳枝／奥平イラ／角谷美智夫〔ママ〕／金田トメ／ケネス・アンガー／近藤十四郎／坂本ナポリ／坂本哲也／末井昭／鈴木いづみ／鈴木伊豫／園田佐登志／高杉弾／竹田賢一／田中一策／中島渉／野々村文宏／浜野純／羽良多平吉／巻上公一／松岡正剛／松本助六／まりの・るうにい／美沢真之助／村松恒平／八木眞一郎／安田邦也／山崎春美／山本勝之／ロリータ順子／渡辺和博
再録『Jam』
総目次『X-Magazine』～『Jam』～『HEAVEN』

## 山崎春美&『HEAVEN』主催の音楽イベント
『Jam』が創刊された1979年は世界初のノイズバンド・非常階段が結成された「ノイズ元年」にあたり、山崎春美はガセネタを同年解散させ、翌1980年に不定形バンドのタコ（初期は「イヤミ」「しびれくらげ」と名乗った）を結成することになる。

### 自殺未遂ライブ
自殺未遂ギグ / 1982年9月1日 plan-B
1982年9月1日に『HEAVEN』3代目編集長の山崎春美がタコの伴奏者を従えて身体中に出刃包丁を突き刺し、救急車で運ばれるギグを中野plan-Bで行う。この会場でのドクターストップ役は精神科医の香山リカが務めた。後に山崎は雑誌『Quick Japan』11号の特集「山崎春美という伝説─“自殺未遂ギグ”の本音」の中で「あの日に燃焼し尽くした感じ。23歳で一応一回死んだような感じはするよ。未遂やねんけどね」と語っている。きざ山みるく曰く「予定調和の自殺ごっこ劇、とでもいった見世物」。
- 自殺未遂 - 山崎春美
- ボーカル - ロリータ順子
- ギター - 大里俊晴?[注釈 24]
- 伴奏 - 篠田昌已、細川周平、菅波ゆり子
- 観客 - 美沢真之助[171]、いとうせいこう他
- ドクターストップ - 香山リカ[97]

## 執筆陣
| 高杉弾     | 山崎春美   | 隅田川乱一 | 八木眞一郎       |
| 佐内順一郎 | 美沢真之助 | 野々村文宏 | ロリータ順子     |
| 近藤十四郎 | 味之本真一 | 山本土壺   | 田中一策         |
| X-BOY      | 末井昭     | 岡克己     | 金田トメ         |
| 明石賢生   | 佐山哲郎   | 安田クニヤ | 大賀匠津         |
| 蛭子能収   | 渡辺和博   | 奥平衣良   | 宮西計三         |
| 大里俊晴   | 白石民夫   | 佐藤隆史   | 鳥井ガク         |
| 細川周平   | 武邑光裕   | 成田宗弘   | 戸田ツトム       |
| 伊藤桂司   | 鈴木伊豫   | 坂口卓也   | 松本助六         |
| 稲垣足穂   | 稲木紫織   | 中村直也   | 鈴木いづみ       |
| 上杉清文   | 竹田賢一   | 丸山浩伸   | 武蔵野大門       |
| 杉浦茂     | 鈴木翁二   | 坂本哲也   | 坂本ナポリ       |
| 科伏       | 臨済と普化 | 小嶋さちほ | ニシャコフスキー |
| 山本勝之   | 寺山久美   | 鯖沢銀次   | 塩見正一         |
| 香山リカ   | 篠崎順子   | 栗沢いずみ | キザ山みるく     |
| 天皇陛下   | 羽良多平吉 | 後飯塚僚   | 角谷美知夫       |

※同一人物が複数のペンネームを用いている可能性あり。
- 『Jam』に登場した方々 - 渡辺和博、蛭子能収、山口百恵のゴミ、皇室御一家etc[173]
- 『HEAVEN』に登場した方々 - 鈴木翁二、渡辺和博、蛭子能収、鈴木いづみ、荒戸源次郎、奥平衣良、杉浦茂、宮西計三、江戸アケミ、ロリータ順子、武邑光裕、竹田賢一、裸のラリーズ、ケネス・アンガー、ボブ・マーリー、ジョン・ウォーターズ、ナム・ジュン・パイクetc[173]
- 『写真時代』に登場した方々 - 荒木経惟、赤瀬川原平、南伸坊、高杉弾、渡辺和博、上野昻志、水木しげる、つげ義春etc[173]

## 歴代編集長
|            | 氏名                     | 雑誌                                       | 在任期間               |
| ---------- | ------------------------ | ------------------------------------------ | ---------------------- |
| 0代目      | 佐山哲郎                 | 『X-MAGAZINE』1号 - 5号                    | 1978年5月? - 12月      |
| 初代       | 佐内順一郎（現・高杉弾） | 『X-MAGAZINE』6号～『Jam』～『HEAVEN』7号  | 1979年1月 - 1981年1月  |
| 2代目      | 近藤十四郎               | 『HEAVEN』7号 - 9号                        | 1981年2月 - 3月        |
| 3代目      | 山崎春美→不在            | 『HEAVEN』10号 - 19号                      | 1982年7月 - 1983年10月 |
| 副編集長   | 野々村文宏               | 『HEAVEN』10号 - 19号                      | 1982年7月 - 1983年10月 |
| 編集長代理 | 香山リカ                 | 『HEAVEN』末期                             | 1983年                 |
| ブレーン   | 隅田川乱一               | 『X-MAGAZINE』6号～『Jam』～『HEAVEN』19号 | 1979年1月 - 1983年10月 |

## 関係者一覧
※『HEAVEN』編集長交代号にクレジットされている関係者一覧などを列記する（どこまでが雑誌の正式メンバーなのかは不明）。
- 明石賢生（社長）
- 伊藤桂司（児童画）
- 稲木紫織（音大生）
- 宇佐美源吾郎（群雄社）
- 蛭子能収（ダスキン）
- 大里俊晴（たこ）
- 大類信（WXY）
- 岡田武彦（蛮）
- OZ（ホテル）
- 小野田重彦（TANC）
- おまんこ太郎（読者）
- Ω14（ロボット）
- 金田トメ（元編集員）
- 木下邦治（こども）
- 木村昭二（レオんち）
- 後飯塚リョウ（猫殺し）
- 近藤十四郎（現編集長）
- 坂口卓也（医学生）
- 佐藤隆史（レコード会社社長）
- 佐内順一郎（前編集長）
- 鯖沢銀次（千摺）
- 佐山哲郎（歌人）
- 塩見正一（イラ公）
- 科伏（コレクター）
- 末森英機（稚子）
- 鈴木伊豫（変態）
- 鈴木翁二（工作舎）
- 鈴木清順（監督）
- 隅田川乱一（X-BOY）
- 高杉弾（サイバネ）
- 高野愛（モデ公）
- 武邑光裕（迷宮）
- 田中一策（ゲイ）
- 田中トシ（泳ぐ人）
- 永田真（バカズ）
- 中村直也（ナイロン100%）
- nono（PA屋）
- 橋本真人（WES）
- 羽良多平吉（WXY）
- ヒカリ（ハゲキノコ）
- 菱沼勝彦（カメ公）
- 日高達雄（デザ公）
- 深津真也（絵師）
- 前川敬紀（本名）
- 松田とーる（絵師）
- 丸山浩伸（デザイナー）
- 藤木正雪（ソムニウム）
- 美沢真之助（同時通訳）
- 村松恒平（宝島）
- ムンディー（ハガキ）
- mojo（大入）
- 百瀬恒彦（写真家）
- 森藤吉（営業）
- 森トモコ（賢母）
- 山崎春美（ふぐ）
- 山本勝之（どつぼ）
- ロリータ順子（病妻）
- 渡辺和博（タラコ）
- 和田史子（お好み焼）

## 関連書籍
- 高杉弾『メディアになりたい』JICC出版局, 1984年9月
- 鯖沢銀次主筆・東京ひょっとこ本舗編『東京ひょっとこ新聞』北宋社, 1986年3月
- 大里俊晴『ガセネタの荒野』洋泉社, 1992年9月 ※2011年7月に月曜社より復刊された。
- 青林堂『月刊漫画ガロ』1993年9月号「特集／三流エロ雑誌の黄金時代」
- 竹熊健太郎『私とハルマゲドン―おたく宗教としてのオウム真理教』太田出版 1995年11月（2000年7月に筑摩書房より文庫化）
- 鈴木いづみ『鈴木いづみコレクション3 SF集1 恋のサイケデリック!』文遊社, 1996年11月
- 栗本薫『天国への階段』ハルキ文庫, 2000年7月 ※オリジナル版は角川文庫より1981年12月に刊行された。
- 赤田祐一編『あかまつ別冊 戦後セクシー雑誌大全―実話と画報・篇』まんだらけ出版, 2001年11月
- 隅田川乱一『穴が開いちゃったりして』石風社, 2003年1月
- 香山リカ『ポケットは80年代がいっぱい』バジリコ, 2008年2月
- 川本耕次『ポルノ雑誌の昭和史』ちくま新書, 2011年10月
- 山崎春美『天國のをりものが 山崎春美著作集1976-2013』河出書房新社, 2013年8月
- 本橋信宏＋東良美季『エロ本黄金時代』河出書房新社, 2015年11月
- 剛田武『地下音楽への招待』第13章／山崎春美ロングインタビュー「わたしはこの本を認めない」ロフトブックス, 2016年9月
- ばるぼら『日本におけるLAFMS受容史（20世紀編）』note, 2017年3月
- 池田俊秀＋鈴木義昭＋伊藤裕作『エロ本水滸伝―極私的エロメディア懐古録―巨乳とは思い出ならずや』人間社, 2017年8月
- 小学館『週刊ポスト』2018年3月9日号 - 特集「ザ・自販機本」において蛭子能収、赤田祐一、神崎夢現のインタビューが掲載。
- 戸川純『ピーポー&メー』Pヴァイン, 2018年12月 ※戸川純によるロリータ順子の回想録を掲載。
- 安田理央『日本エロ本全史』太田出版, 2019年7月 ※1946年から2018年までに創刊されたエポックメイキングなエロ本100誌を紹介。
- 高杉弾『霊的衝動 100万人のポルノ』朝日出版社, 1985年7月
  - 『Jam』『HEAVEN』を通しての自販機本やビニ本、AVなど国内のエロメディアの変遷とその周辺にまつわるサブカル史を綴った書。